# Volkstheater (Wien)

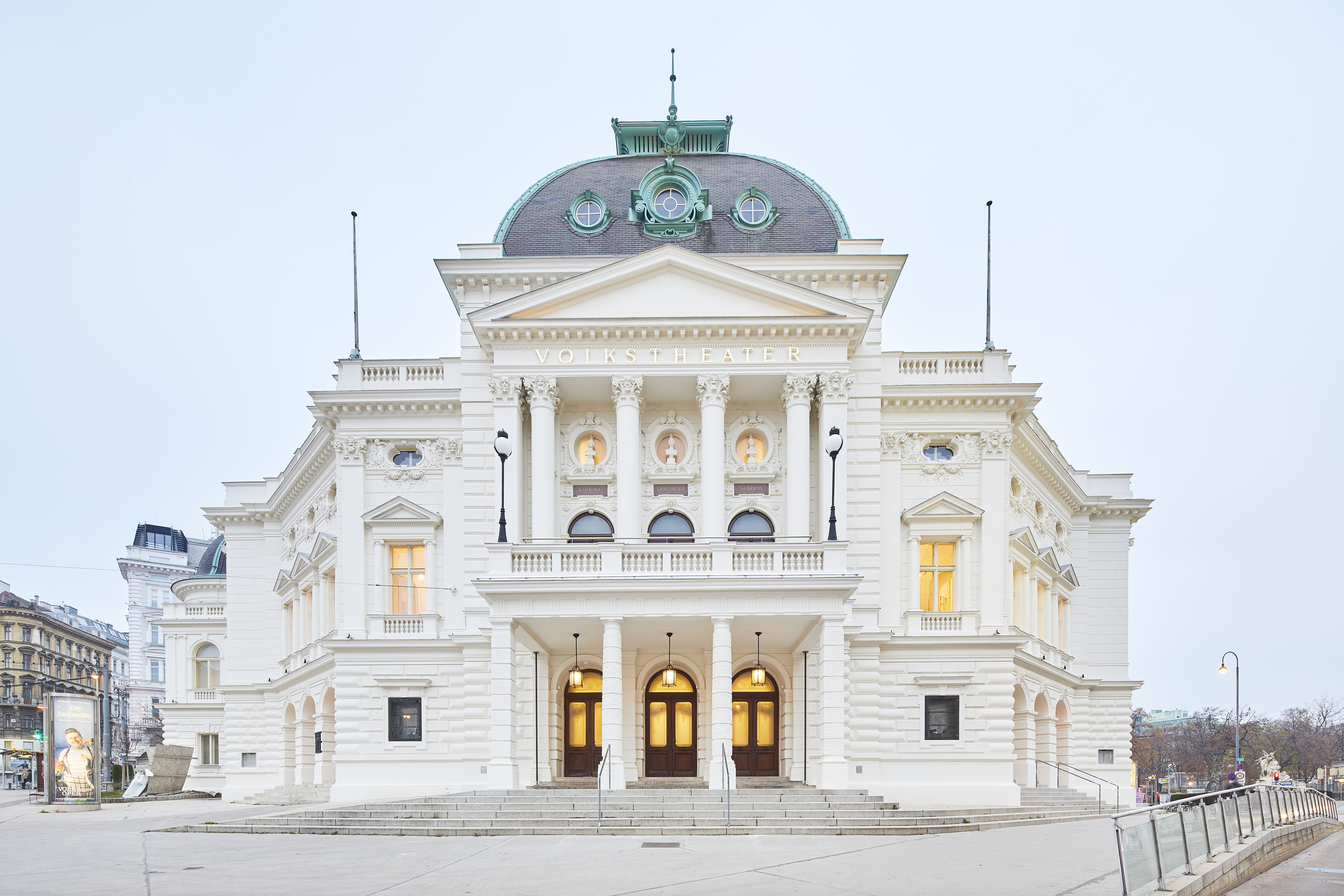
Fassade Volkstheater (2021)

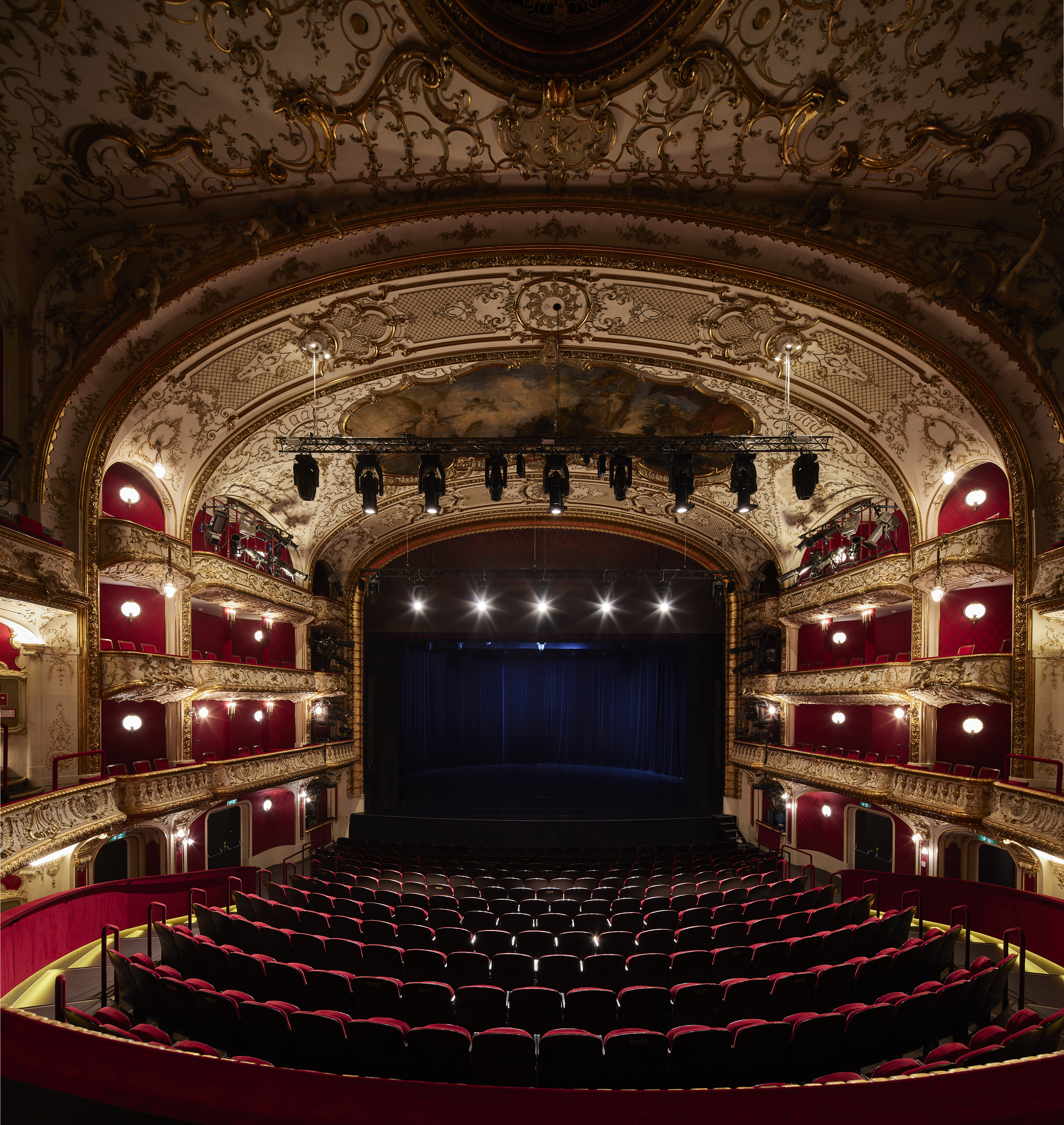
Blick auf Bühne (2021)

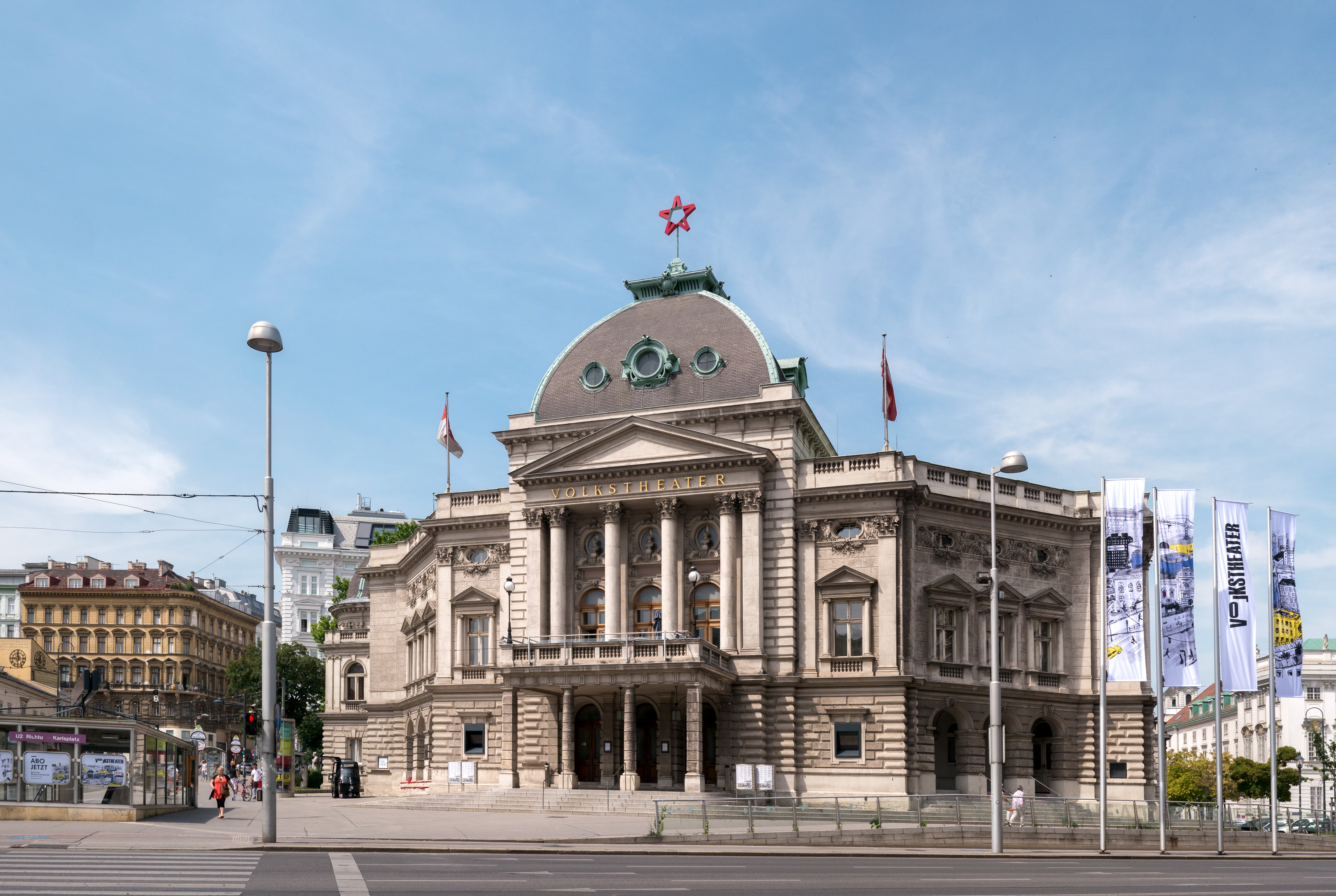
Das Volkstheater in Wien (2015)

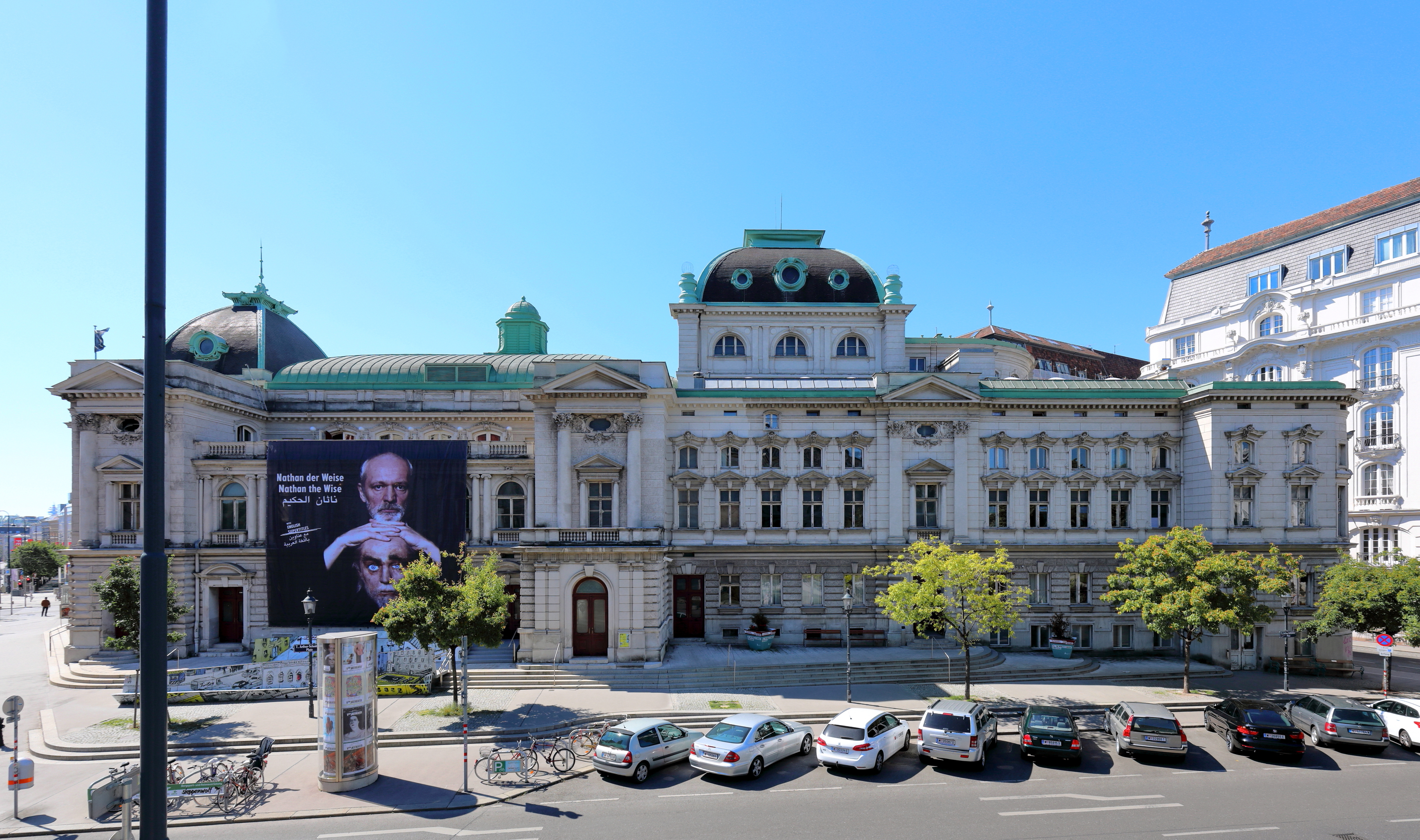
Nordansicht des Theaters (2017)

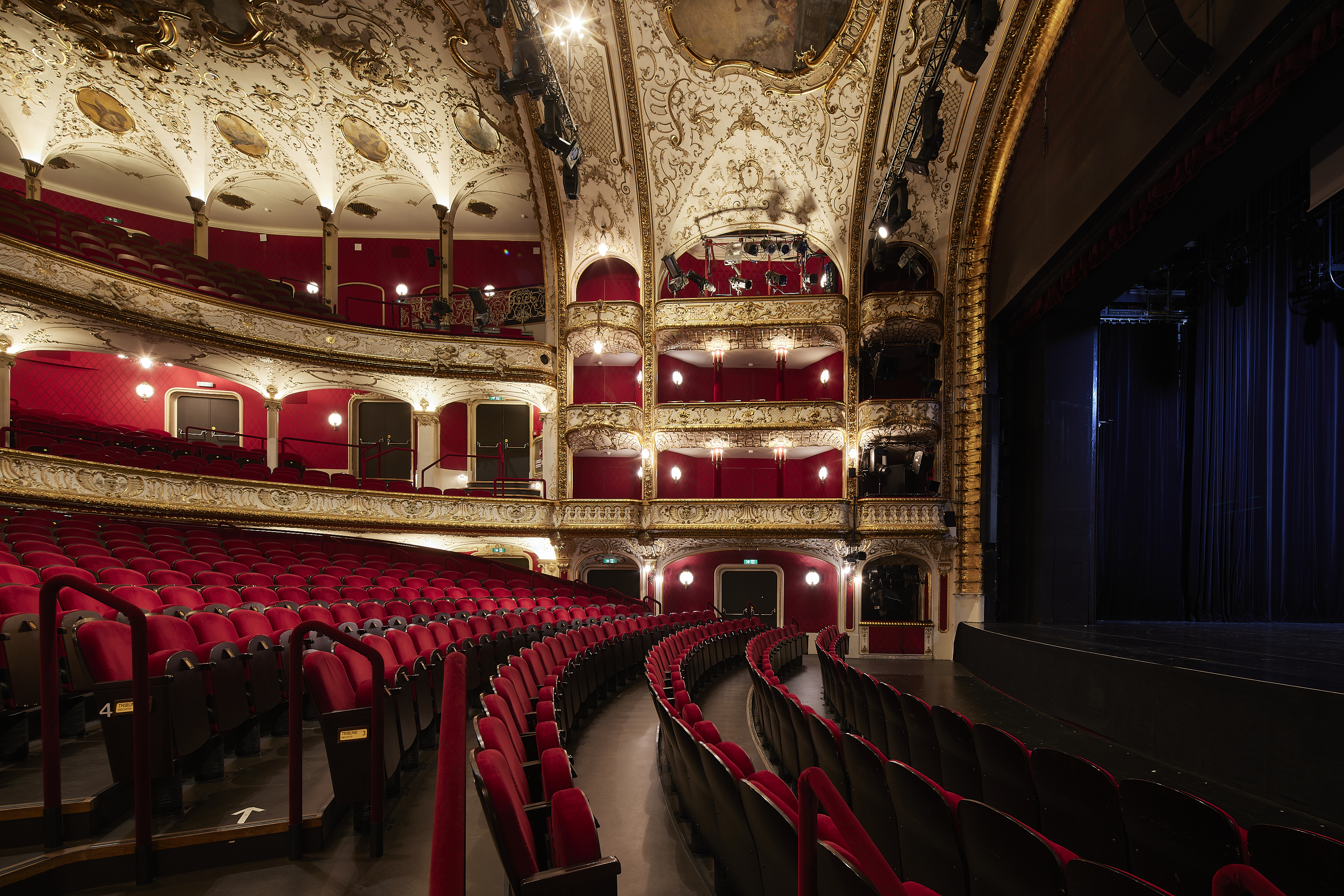
Zuschauerraum Logen (2021)

Das Volkstheater (bis 1945 Deutsches Volkstheater) ist ein 1889 nach Entwürfen des Wiener Büros Fellner & Helmer der Architekten Ferdinand Fellner und Hermann Helmer erbautes Theater im 7. Wiener Gemeindebezirk Neubau. Es befindet sich am Arthur-Schnitzler-Platz 1 zwischen Burg- und Neustiftgasse gegenüber dem Naturhistorischen Museum in Nachbarschaft des MuseumsQuartiers und des Spittelbergs an der Museumstraße.
Das Volkstheater ist eine der größten Bühnen im deutschsprachigen Raum. Unter der Leitung von Gustav Manker wurde es mit Change von Wolfgang Bauer 1970 zum Berliner Theatertreffen eingeladen. Unter der Leitung von Kay Voges gelang dies 2022 erneut mit gleich zwei Produktionen.

## Geschichte

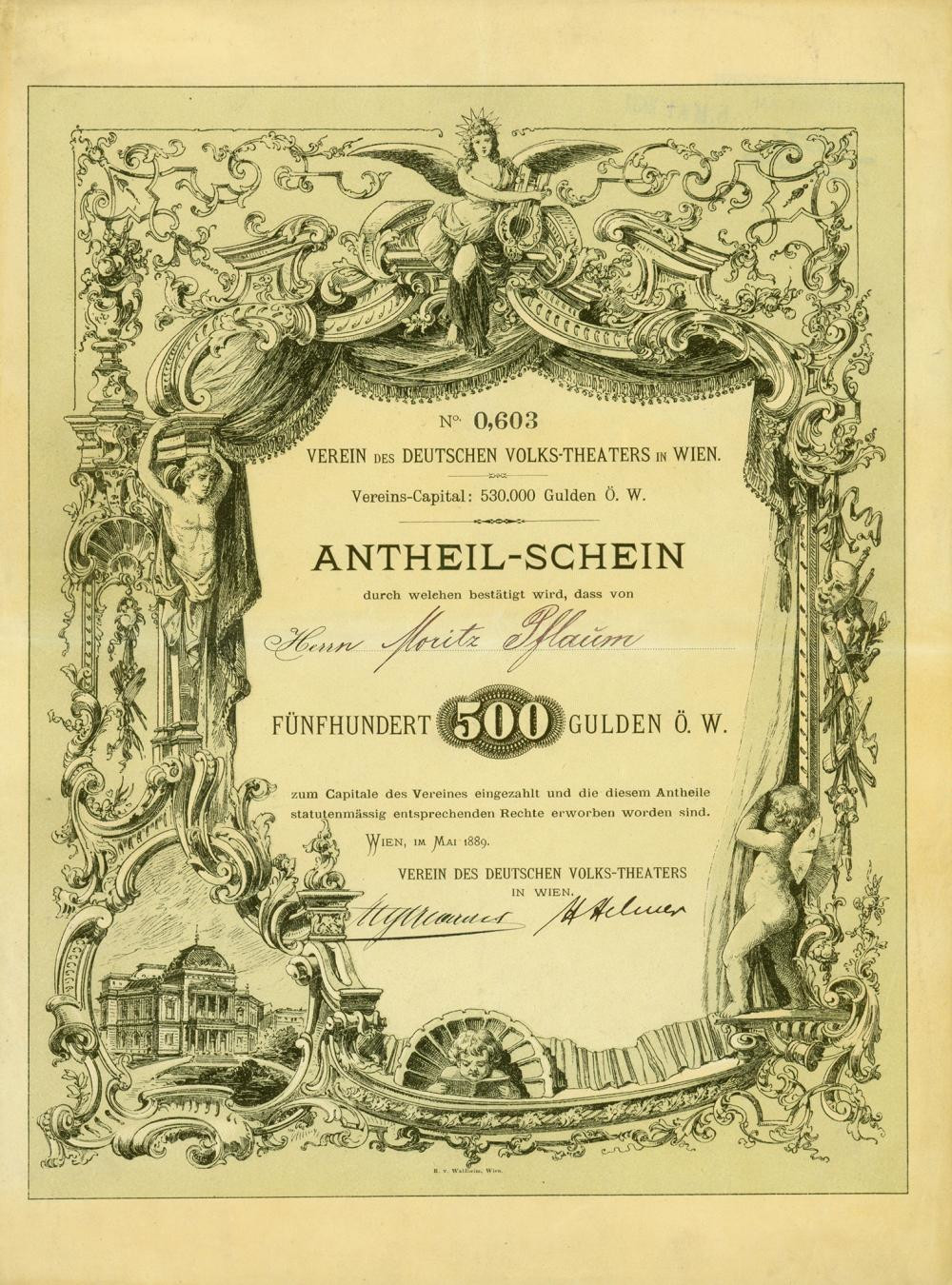
Anteilschein des Vereins des Deutschen Volks-Theaters vom Mai 1889

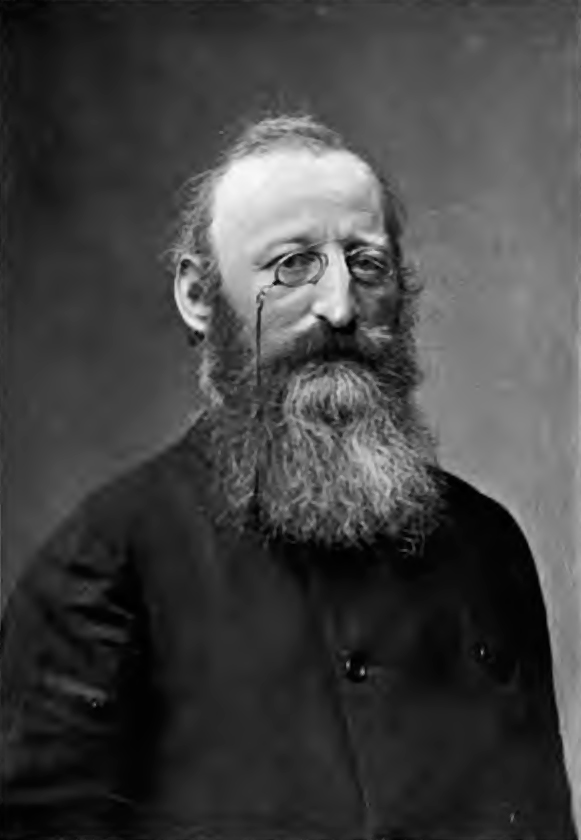
Ludwig Anzengruber, Dichter und Gründungsvater des Theaters

Das Volkstheater wurde 1889 vom Dichter Ludwig Anzengruber und dem Industriellen Felix Fischer durch den Verein des Deutschen Volkstheaters begründet. Es wurde zur Unterscheidung von den anderen Nationalitäten der Donaumonarchie „Deutsches Volkstheater“ genannt und sollte ein bürgerliches Gegenstück zum kaiserlichen Hofburgtheater schaffen. Erster Präsident war der Stuhlfabrikant Franz Thonet. Den Intentionen der Gründer zufolge sollten neben dem Volksstück vor allem klassische und moderne Dramen einer breiten Bevölkerungsschicht nahegebracht werden. Ein großer Zuschauerraum war neben erschwinglichen Preisen dafür Voraussetzung. Als Standort wurde der Weghuberpark zwischen den kaiserlichen Stallungen und dem Palais Trautson ausgewählt.
Am 14. September 1889 wurde das Theater mit Ludwig Anzengrubers Schauspiel „Der Fleck auf der Ehr’“ eröffnet.
Das Bürgertum und der zu dieser Zeit hochgekommene Geldadel betrachteten das Deutsche Volkstheater stolz als „ihr Haus“ und traten damit in Opposition zu den Hoftheatern, die der Aristokratie gehörten. Die Hofintendanz, die schon lange den Plan hegte, in Wien ein zweites Schauspielhaus zu eröffnen und dies im Deutschen Volkstheater gefunden zu haben glaubte, wollte nur warten, bis das Theater heruntergekommen war, um es dann billig zu kaufen. Doch das neue Haus feierte Erfolg um Erfolg, das französische Lustspiel bildete dabei seine Domäne.
Künstlerische Höhepunkte erlebte das Volkstheater in den 1920er Jahren unter den Direktoren Alfred Bernau und Rudolf Beer, die nicht nur aufregende Spielpläne boten, sondern auch die bedeutendsten Schauspieler, Regisseure und Bühnenbildner der Zeit ans Haus holten. Von 1938 bis 1945 wurde das Theater Teil des nationalsozialistischen Freizeitprogramms Kraft durch Freude der Deutschen Arbeitsfront unter Walter Bruno Iltz. In der Nachkriegszeit verantwortete der Regisseur und Schauspieler Günther Haenel als Direktor einen modernen Spielplan gesellschaftskritischer Prägung.

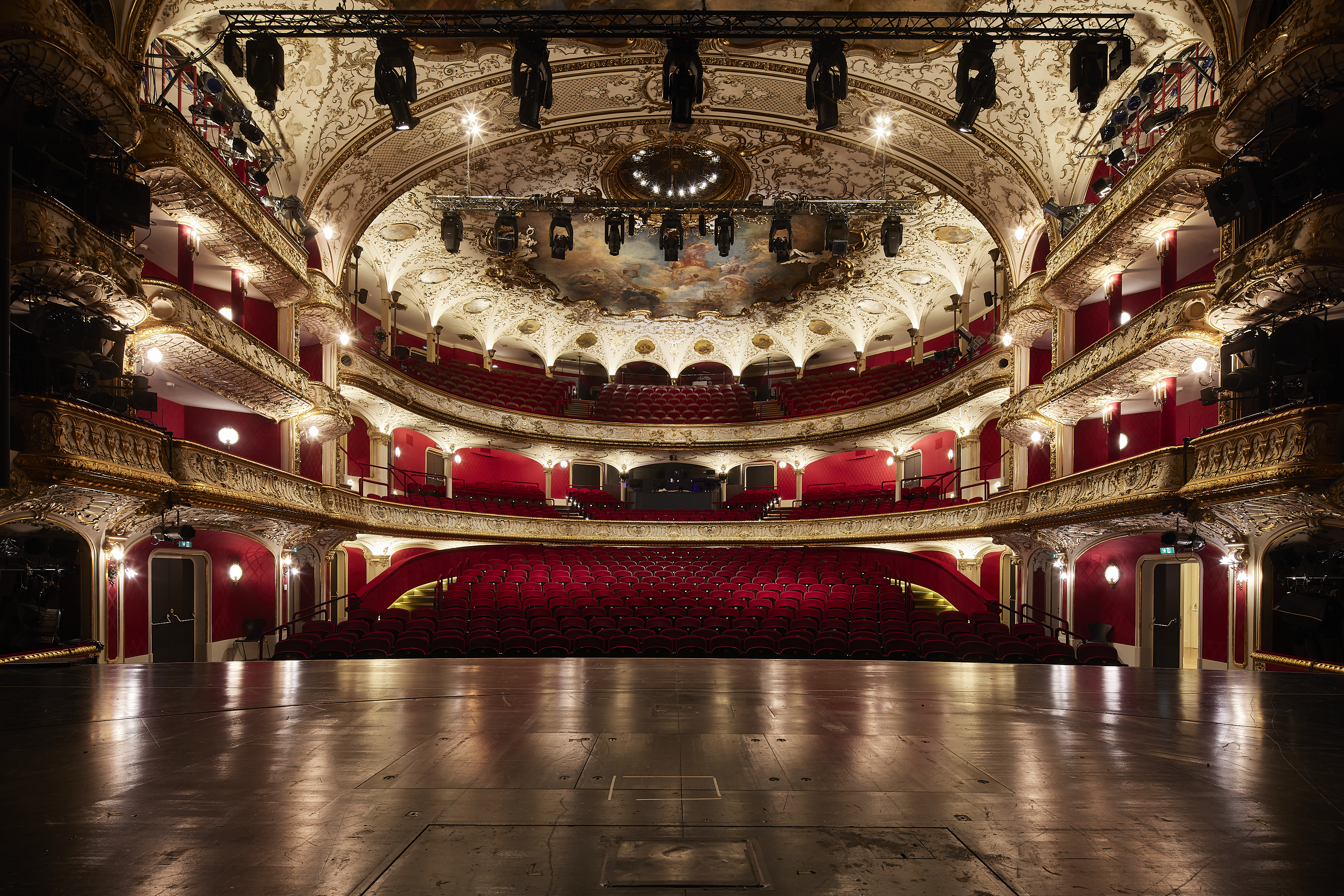
Zuschauerraum (2021)

In den 1950er und 1960er Jahren brachte Leon Epp die wichtigsten zeitgenössischen Stücke nach Wien, wagte die mutigsten Klassikerinterpretationen, und der Regisseur und spätere Direktor Gustav Manker hob gleichzeitig die Raimund- und Nestroyinterpretation auf bis dahin ungeahnte Höhen. Anfang der 1970er Jahre war das Volkstheater unter Gustav Mankers Direktion bahnbrechend bei der Entdeckung der modernen österreichischen Dramenliteratur von Wolfgang Bauer bis Peter Turrini.
Das Volkstheater wird von einer Privatstiftung als GmbH geführt und wird von der Stadt Wien und der Republik Österreich gefördert.
Im Oktober 2019 wurde ein Bericht des Stadtrechnungshofs bekannt, der von einer „prekären Lage“ der Finanzgebarung des Volkstheaters spricht. Von der Stadt Wien erhielt das Theater in den drei Geschäftsjahren bis 2017/18 insgesamt EUR 21,9 Mio. an Subventionen der Stadt Wien. Der Rechnungshof mahnte ein Konzept ein, wie das Theater finanziell zu sanieren wäre. Als Vorbild wurde das Theater in der Josefstadt genannt.

## Das Haupthaus / Baugeschichte

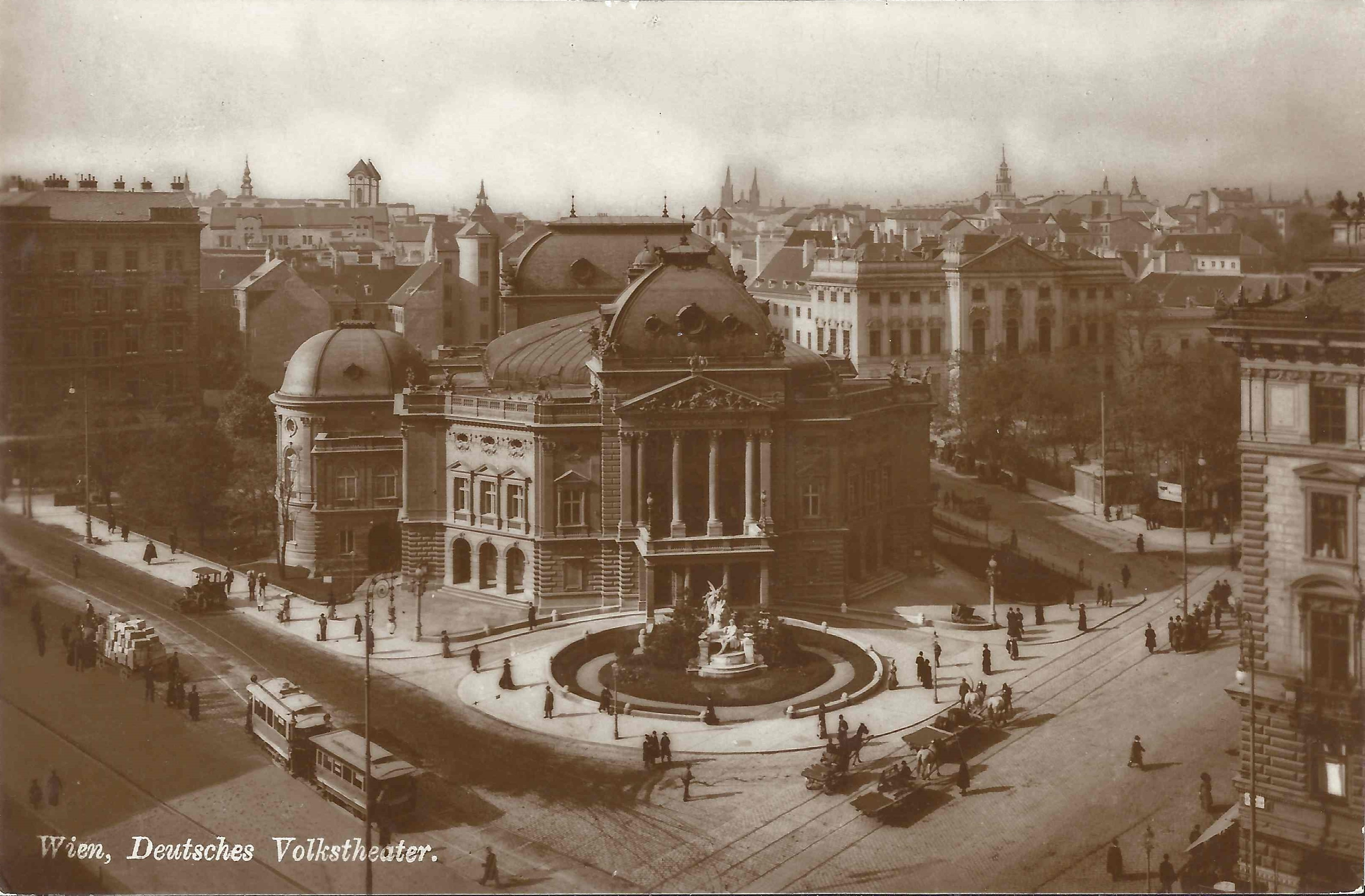
Deutsches Volkstheater (vor 1928)

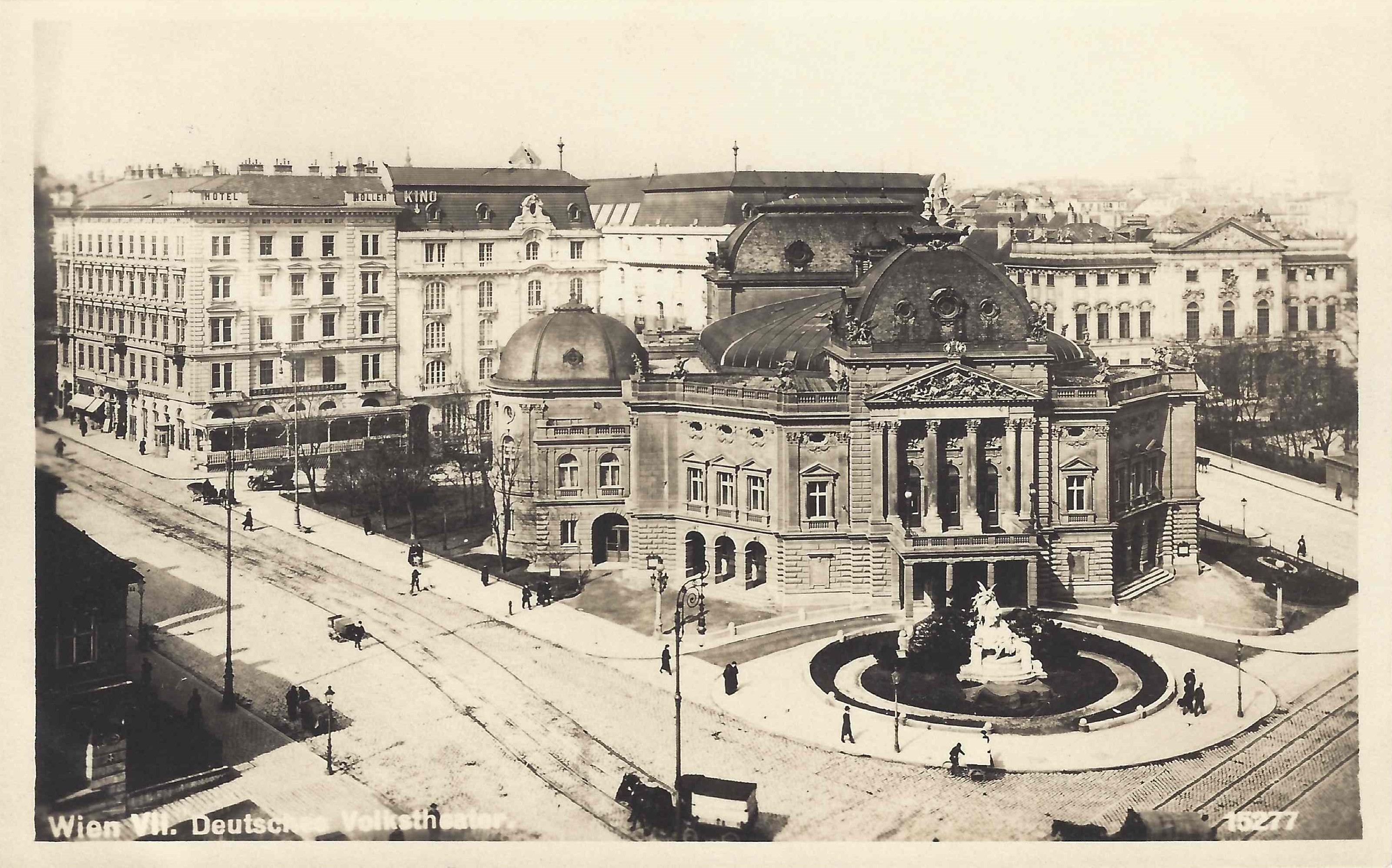
Deutsches Volkstheater (um 1928)

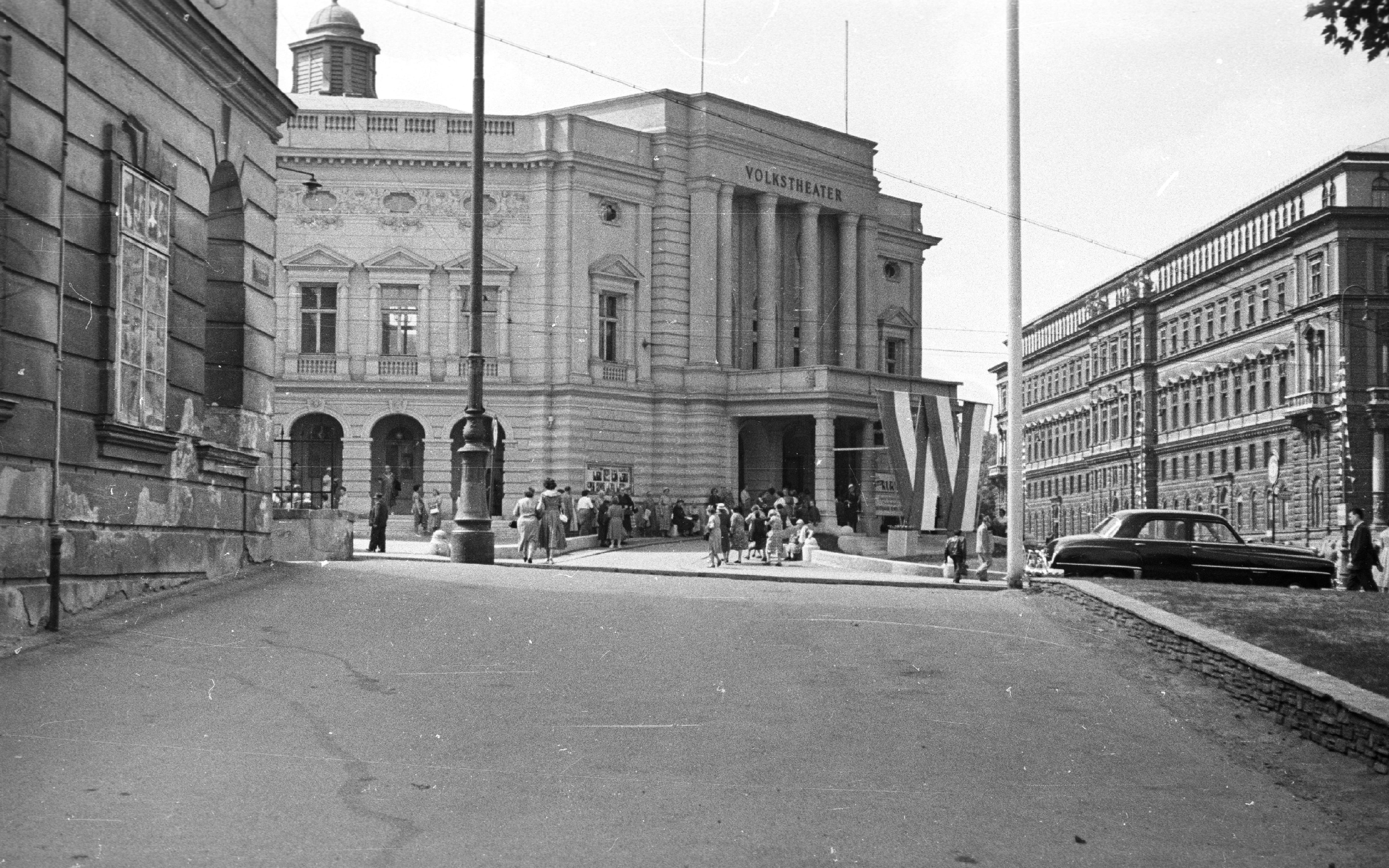
Das Volkstheater 1959 ohne Kuppel und Fassadenfries

Das Deutsche Volkstheater wurde von der damals im mitteleuropäischen Theaterbau führenden Architektengemeinschaft Fellner & Helmer (Architekt: Ferdinand Fellner d. J.) im Stil des Historismus errichtet und ist der Schwesterbau des Hamburger Schauspielhauses. Der große Zuschauerraum mit nur wenigen Logen war symptomatisch für einen demokratischen Gegenentwurf zum aristokratischen Hofburgtheater. Deckengemälde von Eduard Veith im Zuschauerraum zeigen die „Huldigung der Vindobona“ und die „Bekränzung des Dichters Ferdinand Raimund“, der von seinen Kollegen Johann Nepomuk Nestroy und Ludwig Anzengruber flankiert wird. Das Volkstheater war der erste Theaterbau in Österreich, der ausschließlich elektrisch beleuchtet wurde, da er den Sicherheitsvorschriften, die nach dem Ringtheaterbrand 1881 in Wien erlassen worden waren, entsprechen musste. Bereits 1890 wurde das Bühnenhaus vergrößert, 1907 wurde das Theater um einen Anbau mit zusätzlichem Pausenfoyer und 1911 um zusätzliche Bühnennebenräume erweitert. Vor dem Haupteingang wurde 1898 ein Ferdinand Raimund-Denkmal von Franz Vogl aufgestellt, der auch das Fassadentympanon mit einem Bacchuszug gestaltet hatte. Darunter befanden sich die Büsten von Schiller, Lessing und Grillparzer.
1938 wurde das Theater nach dem „Anschluss Österreichs“ in ein KdF-Theater der Deutschen Arbeitsfront umgewandelt, aufwändig renoviert, von Gold, Stuck und Statuen entkleidet, die Deckengemälde wurden übermalt, die Verzierungen im Inneren komplett entfernt und die ursprünglich 1901 Plätze wurden durch Entfernung der 500 Stehplätze und Verbreiterung der Sitzreihen auf 1538 reduziert. Das Raimund-Denkmal wurde rechts neben das Theater in den Weghuberpark versetzt. Für einen geplanten Besuch Adolf Hitlers wurde von Leo Kammel ein eigenes »Führerzimmer« eingerichtet (das heute noch im Originalzustand existiert, s. u.). Am 12. März 1944 wurden die Kuppel und die Foyers des Theaters durch einen amerikanischen Bombenangriff schwer beschädigt.
1945 wurde das Theater rasch wiederhergestellt, wobei auf die große Kuppel und das Fassadentympanon verzichtet wurde. Das Theater wurde in Volkstheater umbenannt und bereits am 10. Mai 1945 wiedereröffnet, um dem Plan zuvorzukommen, das Haus als Ausweichquartier für das Burgtheater zu nutzen. 1952 wurde neben dem Theater an der Burggasse ein von Josef Müllner geschaffenes Denkmal für die populäre Volksschauspielerin Hansi Niese errichtet. Dort befindet sich auch ein Denkmal für Direktor Rudolf Beer, der 1938 nach einer Misshandlung durch Nazischläger Selbstmord beging.
1980/81 schließlich wurde die Kuppel wiedererrichtet und das Haus nach den Originalplänen generalsaniert. Als Büsten an der Fassade wurde jedoch statt der ursprünglichen Dichter Schiller, Lessing und Grillparzer das österreichische Dichter-Dreigestirn Raimund, Grillparzer und Nestroy gewählt.
Der Zuschauerraum des Volkstheaters ist einer der letzten im Originalzustand erhaltenen in Wien und war ehemals der größte des deutschen Sprachraums, sogar größer als im Burgtheater. Ursprünglich hatte das Theater 1901 Plätze (1401 Sitzplätze, 500 Stehplätze), nach dem Zweiten Weltkrieg 1539, nach der Generalsanierung 1980/81 1148, in den 1990er Jahren 970 Plätze, heute nur mehr 832 Plätze. Das Volkstheater ist damit die zweitgrößte Sprechbühne Wiens und die drittgrößte im deutschen Sprachraum. Im Sommer 2015 wurde eine Zuschauertribüne eingebaut, die für die Besucher mehr Komfort, bessere Sicht und Akustik bedeutet.
Ab Sommer 2015 sollte das Theater um rund 35 Millionen Euro generalsaniert werden. Im August 2014 wurde dafür eine Spendenaktion gestartet, mit deren Hilfe bis Ende Dezember 2014 30.000 Euro gesammelt wurden. Aus unterschiedlichen Gründen musste die Generalsanierung auf 2019 verschoben werden. Mit Saisonende 2018/19 begannen die Vorbereitungsmaßnahmen für die Außen- und Innensanierung des Hauses. Die Kosten für das Revitalisierungsprojekt 2019/20 sollten 27,3 Millionen Euro betragen. Ende 2019 fiel der letzte Vorhang im Haupthaus, dann diente die Halle E im MuseumsQuartier als Ausweichquartier.
2017 wurde der Vorplatz des Theaters Arthur-Schnitzler-Platz benannt. Die offizielle Adresse des Theaters lautet seither Arthur-Schnitzler-Platz 1.
Im Herbst 2019 begannen die aktuellen Sanierungsarbeiten. Damit beauftragt wurde die ArGe Volkstheater: FCP, Dietrich Untertrifaller Architekten, Architekt van der Donk. Sie orientierten sich an den Originalplänen der Entstehungszeit. Noch während des Spielbetriebes in der Saison 2019/20 wurde entsprechend den restauratorischen Befundungen mit den Arbeiten an der vielfältig strukturierten Fassade begonnen. Die Erhaltungsmaßnahmen der Innenräume umfassten neben der Reinigung und Neufassung der historischen Oberflächen im Theatersaal, der Roten Bar sowie der Gänge und im Foyer gegebenenfalls auch eine notwendige Ergänzung. Die Beleuchtungen im Zuschauertrakt wurden, so es sich um historische Beleuchtungskörper handelte, saniert bzw. erneuert. Im Foyer z. B. wurden die Elektrokerzenhalter in Anlehnung an den Originalzustand der Entstehungszeit durch Glaskörper im Stil des Historismus ersetzt.
Zu Gunsten der Barrierefreiheit wurde u. a. auch der Eingang zur Tageskassa adaptiert, die Türen wurden mit einem motorischen Türöffner ausgestattet und die verschiedenen Ebenen des Hauses mit einem neuen Personenaufzug erschlossen. Die weiteren baulichen Maßnahmen umfassten sowohl den Bühnen- als auch den Zuschauertrakt. Der Bühnenraum Richtung Burggasse wurde erweitert und eine neue Seitenbühne samt neuem Anlieferungsportal errichtet sowie die Bühnentechnik erneuert. Außerdem neu sind das Café an der Südfassade des Hauses, die Lüftungsanlagen, Garderoben, WC-Anlagen, Verwaltungsräume und die Tageskassa. Wie schon zu seiner Entstehungszeit legte man auch bei dieser Generalsanierung großes Augenmerk auf den Brandschutz.

## Spielstätten
Zusätzlich zur Hauptbühne im Haupthaus unterhält und unterhielt das Volkstheater schon seit langem eine Reihe weiterer Nebenspielstätten, teilweise im Hauptgebäude, zum Teil auch außerhalb situiert. Dazu kam seit den 50er-Jahren die Sonderschiene „Volkstheater in den Außenbezirken“, in deren Rahmen spezielle Produktionen an externen, nicht direkt zum Volkstheater gehörenden, Veranstaltungsorten in Wien zur Aufführung kamen und kommen. Die konkrete Zuordnung und Nutzung der diversen Spielstätten wechselte über die Jahrzehnte mehrfach, oft auch verbunden mit einem Wechsel der Intendanz.

Seit der Intendanz unter Kay Voges (ab 2020) folgt die Benennung aller Spielstätten einem Code. „V°T//Volkstheater“ steht für die Hauptbühne, „V°T//Bezirke“ für die Spielstätten der Bezirke Tournee, „V°T//Rote Bar“ steht für die Veranstaltungen in der Roten Bar, „V°T//Weißer Salon“ bezeichnet den nun als Ausstellungsort genutzten Salon im Haupthaus, „V°T//Dunkelkammer“ bezeichnet die experimentelle Spielstätte unter dem Dach, „V°T//Volx“ ersetzt die Bezeichnung Volx/Margareten und der „V°T//Fansektor“ leitet Führungen, Vor,- und Nachgespräche, Probenbesuche, Diskussionsveranstaltungen etc.

### V°T//Volkstheater
Die Hauptbühne im historischen Theatersaal.

### V°T//Bezirke
Das Volkstheater betreibt seit 1954 die als „Volkstheater in den Außenbezirken“ gegründete Spielreihe, aktuell „Volkstheater/Bezirke“ genannt. Im Rahmen dessen touren Produktionen des Volkstheaters durch 19 Bezirke Wiens. Als Spielstätten finden sich neben diversen Volkshochschul-Festsälen und Veranstaltungszentren auch bekannte Orte wie die Urania, die Per-Albin-Hansson-Siedlung oder das Theater Akzent. Schon in den ersten 25 Jahren verzeichnete diese Spielreihe über eineinhalb Millionen Besuche in mehr als 4000 Vorstellungen mit 200 Premieren. Das Repertoire reicht von der Klassik über das Wiener Volksstück bis zur Moderne. Seit Herbst 2020 leitet Calle Fuhr, unter der Intendanz von Kay Voges, die Bezirks-Spielstätten. Es sei ein Ort der Begegnung, des Austausches und der Gemeinschaft – über soziale und ökonomische Grenzen hinweg.

### V°T//Volx
Seit der Saison 2012/13 hat das Volkstheater mit dem Hundsturm – seit der Spielzeit 2015/16 unter dem neuen Namen Volx/Margareten – eine zweite, ständig bespielte Spielstätte im 5. Bezirk (vgl. Hundsturm). Dort starten die Bezirketourneen, werden aber auch Stadtprojekte (teilweise gemeinsam mit Wiener Bürgern) erarbeitet und präsentiert.
Unter der Intendanz von Kay Voges wird das Volx in Margareten weiterhin genutzt und in V°T//Volx umbenannt. In der Spielzeit 20/21 sollte es nur mehr en suite bespielt werden und auch als Probebühne dienen.

### V°T//Führerzimmer
Im vormaligen „Empfangsraum“ (das ehemalige „Führerzimmer“) wurde unter Anna Badora eine Bibliothek eingerichtet. Der braun getäfelte Salon kann vom Publikum über eine separate, normalerweise nicht benutzte Stiege betreten werden. Es ist ein gesonderter Pausenraum, der 1938 im Zuge des großen Umbaus vom Architekten Leo Kammel sen. für den Besuch Adolf Hitlers errichtet wurde, welcher das Zimmer jedoch niemals betreten hat. Michael Schottenberg sorgte in seinem ersten Direktionsjahr 2005 für Aufregung, als er die historische Holzvertäfelung des Führerzimmers „aus Gründen der Moral, der Ethik und des politischen Bewusstseins“ abtragen ließ und als historisches Zitat für die Aufführung von Thomas Bernhards „Vor dem Ruhestand“ einsetzen wollte, um die NS-Architektur „künstlerisch zu kommentieren“. Das Bundesdenkmalamt verpflichtete ihn jedoch zum Rückbau. Danach wurde das Zimmer als neuer Spielort „Empfangsraum“ eingerichtet und für Aufführungen, Lesungen, Diskussionen und Ausstellungen genutzt, die der Aufarbeitung der österreichischen Zeitgeschichte dienen. 2006 wurde eine von Jan Tabor gestaltete Ausstellungsinstallation „Das Führerzimmer. Ein Wiener Denkmal“ eingerichtet, die an die Zeit des Nationalsozialismus, als das Theater dem NS-Freizeitprogramm „Kraft durch Freude“ unterstellt war, erinnert. Unter der Leitung von Kay Voges wird der ikonische Ort, an dem Literatur und Diskurs, Musik und Partykultur miteinander in Kontakt treten, eigene Spielstätte und nun auch subkulturellen Strömungen geöffnet.

### V°T//Dunkelkammer
Ebenfalls neu interpretiert wird die „Dunkelkammer“. Die unter dem Namen Dunkelkammer wiederentdeckte Spielstätte unter dem Dach des Hauses, von Emmy Werner „Am Plafond“ genannt, von Michael Schottenberg als „Schwarzer Salon“ bespielt, erweitert die Spielorte des Volkstheaters und bietet mit begrenzter Zuschauerzahl experimentelle Vorstellungen.

### V°T//Rote Bar

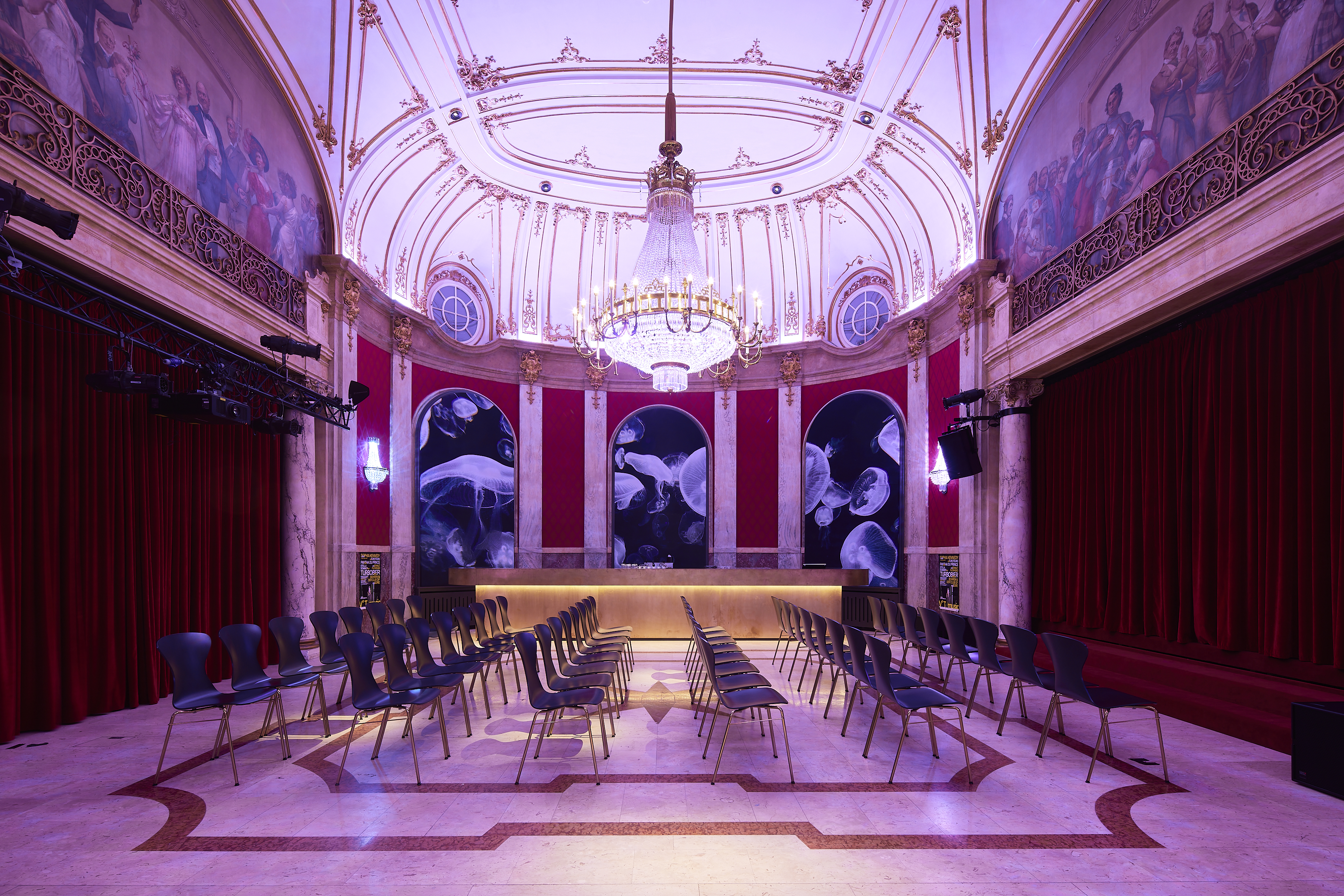
Rote Bar (2021)

Zu den zusätzlichen Spielstätten gehört die „Rote Bar“ im Buffetraum im ersten Stock des Haupthauses. 

### V°T//Weißer Salon

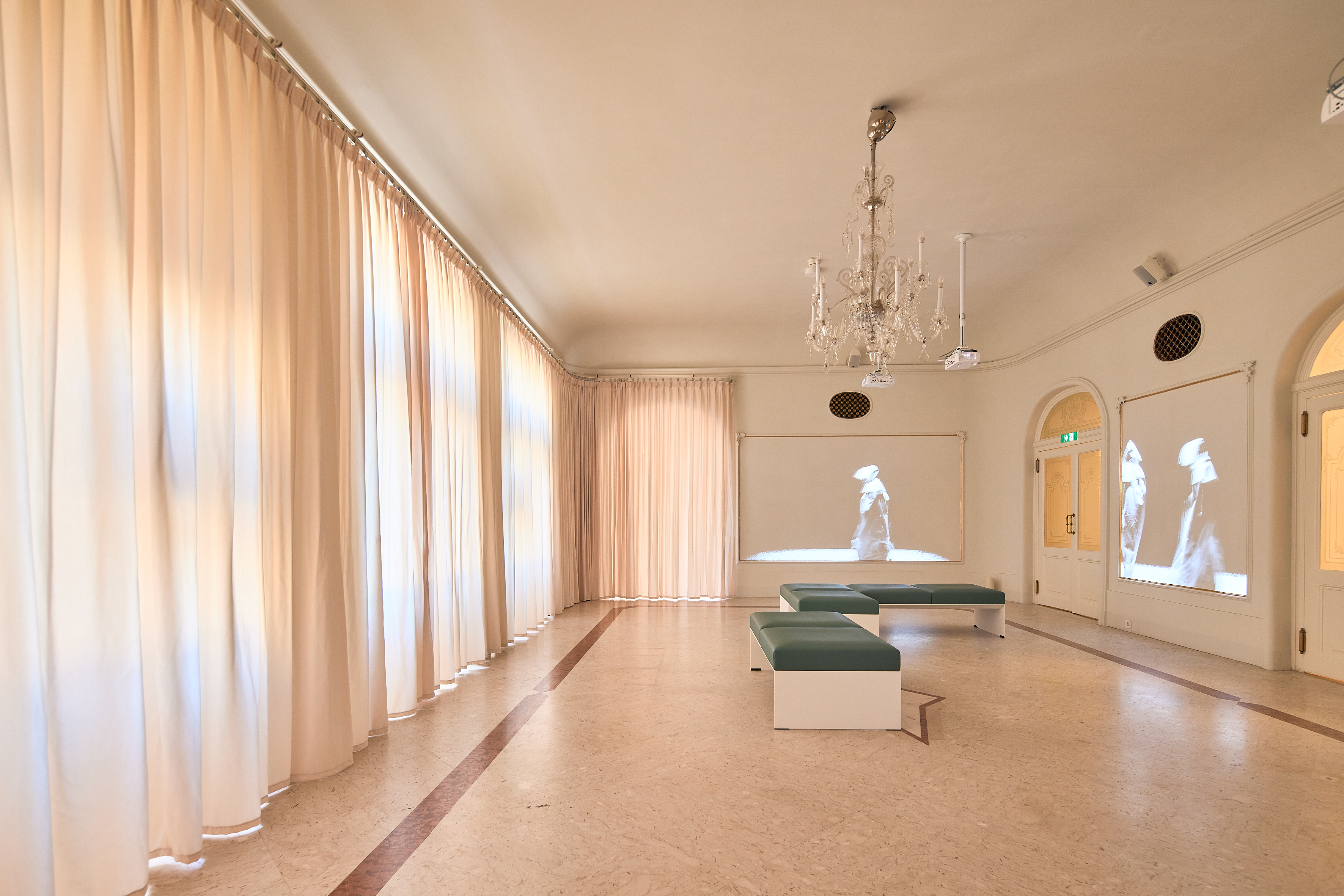
Weißer Salon (2021)

Im „Weißen Salon“ wird das Volkstheater zum Ausstellungsraum, in dem Video,- und Fotokunst, Malerei und Bildende Kunst im Haus ihren besonderen Platz finden.

### V°T//Fansektor
Unter diesem Begriff versteht sich das Volkstheater als Begegnungsort und als Ort der Partizipation. Jeden ersten Mittwoch im Monat finden Führungen durch das Theater statt. Es gibt Vor- und Nachgespräche zu den Theaterproduktionen, Probenbesuche, Diskussionsveranstaltungen und einen monatlichen Stammtisch im Kaffeehaus des Volkstheaters (Café Liebling im Volkstheater).

## Direktoren

### Die Anfangsjahre (1889–1918)
Emerich von Bukovics, Direktor 1889–1905, eröffnete mit Ludwig Anzengrubers Der Fleck auf der Ehr’ das Haus. Sein Spielplan umfasste alle bedeutenden Werke der Klassiker sowie zeitgenössische Autoren, besonders am Herzen lagen ihm die Werke Anzengrubers und Henrik Ibsens. Lange Zeit hindurch aber blieb das französische Lustspiel und das ihm verwandte Genre die Domäne des kommerziell geführten Theaters. Dafür stand mit Helene Odilon eine ganz besondere Darstellerin zur Verfügung. Und mit Rosa (Albach) Retty, besaß das Deutsche Volkstheater „eine der entzückendsten 'Naiven', die je auf einer Wiener Bühne stand“. Bukovics bildete ein Ensemble, das im Konversationsstück sogar dem Burgtheater ebenbürtig war: Alexander Girardi, Adele Sandrock, Ludwig Martinelli, Rudolf Tyrolt, Joseph Giampietro, Viktor Kutschera, Theodor und Adolf Weisse, Leopold Kramer, Willy Thaller. In den Jahren von 1895 bis 1900 ist die junge Schauspielerin Annie Kalmar engagiert. Sie wurde ganz besonders von Karl Kraus bewundert und verehrt. Er äußert sich über sie in der Fackel.
Adolf Weisse, Direktor 1905–1916, ein vermögender Schauspieler, der dem Theater bereits angehörte, wandte sein Hauptaugenmerk als Direktor der zeitgenössischen Dramatik mit Gerhart Hauptmann, Maurice Maeterlinck, George Bernard Shaw, Frank Wedekind, Arthur Schnitzler, Franz Molnar, Hermann Bahr, Franz Theodor Csokor und Karl Schönherr (Glaube und Heimat, 1910) zu und baute mit Schauspielern wie Max Pallenberg, Josefine Glöckner, Anton Edthofer, Hans Homma, Ida Wüst, Jakob Feldhammer und Wilhelm Klitsch auch den klassischen Teil des Spielplans weiter aus. Am 15. Mai 1907 kam es zur Wiener Erstaufführung der Oper „Salome“ von Richard Strauss in einem Gastspiel aus Breslau. Von Johann Nestroy wurden sechs Stücke neu inszeniert, von Ferdinand Raimund jedoch keines.
Karl Wallner gelang in der Direktion 1916–1918 trotz der durch den Ersten Weltkrieg bedingten Probleme mit Schauspielern wie Raoul Aslan, Fritz Kortner (Shylock in „Der Kaufmann von Venedig“ und Philipp II. in „Don Karlos“), Karl Forest, Josef Danegger und Traute Carlsen eine Reihe exzellenter Aufführungen wie Otto Ludwigs Erbförster, Richard Dehmels Die Menschenfreunde, Anton Wildgans’ Liebe und Kollege Crampton und Gabriel Schillings Flucht von Gerhart Hauptmann. Karl Schönherrs „Volk in Not“ unter der Leitung von Hugo Thimig kam 1916 mit Hedwig Bleibtreu und Otto Tressler zur Aufführung. Es kam zu Konflikten, als Wallner einer Schauspielerin riet, mit mehreren Männern ein Verhältnis einzugehen, um damit ihre Attraktivität auf der Bühne zu steigern. Alfred Polgar nannte ihn in Kunstdingen „eine garantierte Null“.

### Alfred Bernau (1918–1924)
Alfred Bernau war bereits ab 1916 Direktor der Wiener Kammerspiele, 1918–1924 dann Direktor des Deutschen Volkstheaters. Er öffnete das Haus für die Moderne, setzte sich für Naturalismus, Neuromantik und Expressionismus ein und wurde so zu einer ernsthaften Konkurrenz für das Burgtheater. Es gelang ihm durch seinen Wagemut sogar, das Theater „vor das Burgtheater zu setzen“ (Oskar Maurus Fontana). Stützen des Spielplans wurden Gerhart Hauptmann, Henrik Ibsen, August Strindberg, Frank Wedekind, George Bernard Shaw, Ferenc Molnár, Karl Schönherr, Hermann Bahr, Hermann Sudermann, Walter Hasenclever, Fritz von Unruh und Ernst Toller. Großes Geschick zeigte Bernau bei der Entdeckung wichtiger Gegenwartsstücke, wobei ihm die Lockerung der Zensur zugutekam. Arthur Schnitzlers Professor Bernhardi wurde 1918 nach einem vorangegangenen Verbot des Stücks erstmals dem Wiener Publikum präsentiert, Bernau selbst spielte die Titelrolle, 1919 folgte Felix Saltens Soldatenstück Der Gemeine, das zuvor wegen Kritik an der Armee verboten war. Veritable Theaterskandale erzeugten Hermann Bahrs Die Stimme (1918), Hans Müllers Dirnendrama Die Flamme mit Ida Roland und vor allem Arthur Schnitzlers Reigen in den dem Volkstheater angeschlossenen Kammerspielen am 1. Februar 1921 – einer der größten Theaterskandale des 20. Jahrhunderts.
Besonderes Engagement zeigte Bernau für Dramen von Ibsen (Peer Gynt und Die Kronprätendenten mit einer Spieldauer von sechs Stunden) und Strindberg, dessen Rausch 1918 mit Raoul Aslan als Maurice zur Aufführung kam. Zahlreiche Stücke spiegelten eine pazifistische Geisteshaltung wider, so Hasenclevers Antigone, Rollands Die Zeit wird kommen und Hans Kaltnekers Mysterium Die Opferung. Karl Schönherrs Abtreibungsdrama Es gelangte mit Anton Edthofer und Lucie Höflich zur Uraufführung.
Wichtige Regisseure waren Karlheinz Martin, Regisseur des „Aktivismus“, der mit seiner sensationellen Inszenierung von Georg Kaisers „Gas“ I und II Furore machte, und Max Reinhardt, der als Gast gewonnen werden konnte. Dem Ensemble gehörten Hans Jaray, Lotte Medelsky, Wilhelm Klitsch, Leopold Kramer, Ferdinand Onno, Traute Carlsen und ihr Mann Karl Forest sowie Hansi Niese, Max Pallenberg, Fritzi Massary, Felix Bressart und Margarethe Koeppke (Wedekinds „Lulu“) an. Zu den umjubelten Gästen zählte vor allem Alexander Moissi in Tolstois Der lebende Leichnam (1922), in Grillparzers Die Jüdin von Toledo (1923), als Shakespeares „Hamlet“ und in „Romeo und Julia“, als Oswald in Ibsens „Gespenster“, „Dantons Tod“, „Ödipus“, Gerhart Hauptmanns Montezuma-Stück „Der weiße Heiland“ und Schillers „Don Karlos“ sowie Tilla Durieux, Oscar Sima, Hans Moser, Rudolf Schildkraut, Rudolf Tyrolt, Adrienne Gessner, Fritz Kortner und Helene Thimig wie auch Ida Roland und Maria Orska.
Wichtiger Partner Bernaus war der Bühnenbildner Oskar Strnad, der das Haus mit einer Drehbühne ausstattete und bahnbrechende Bühnenbilder schuf. In Inszenierungen mit expressionistischer Massenchoreographie und in zahlreichen Klassikerinszenierungen, deren Höhepunkte Goethes Faust. Eine Tragödie, Schillers „Wilhelm Tell“ und 1921 Büchners Dantons Tod mit Moissi waren. Goethes „Stella“ wurde zum ersten Mal in Wien gespielt. Im Zuge kulturpolitischer Interessen zeigte Max Reinhardt 1922 Schöne Frauen mit Hermann Thimig und Luise Rainer sowie Die Namenlosen mit Helene Thimig, bevor er 1924 das Theater in der Josefstadt eröffnete.
Kurzzeitig wurde erwogen, das Burgtheater, das sich in finanziellen Schwierigkeiten befand, mit dem Deutschen Volkstheater zu fusionieren; als der Plan bekannt wurde, kam es aber zu öffentlicher Empörung. Im Zuge der Inflation geriet das Volkstheater in finanzielle Nöte, Direktor Bernau wurde unbedankt entlassen.

### Rudolf Beer (1924–1932)

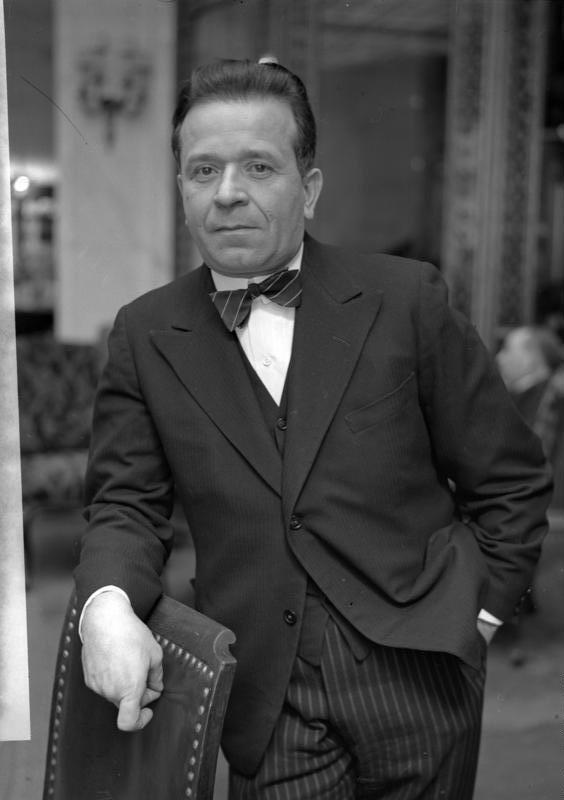
Rudolf Beer, 1932

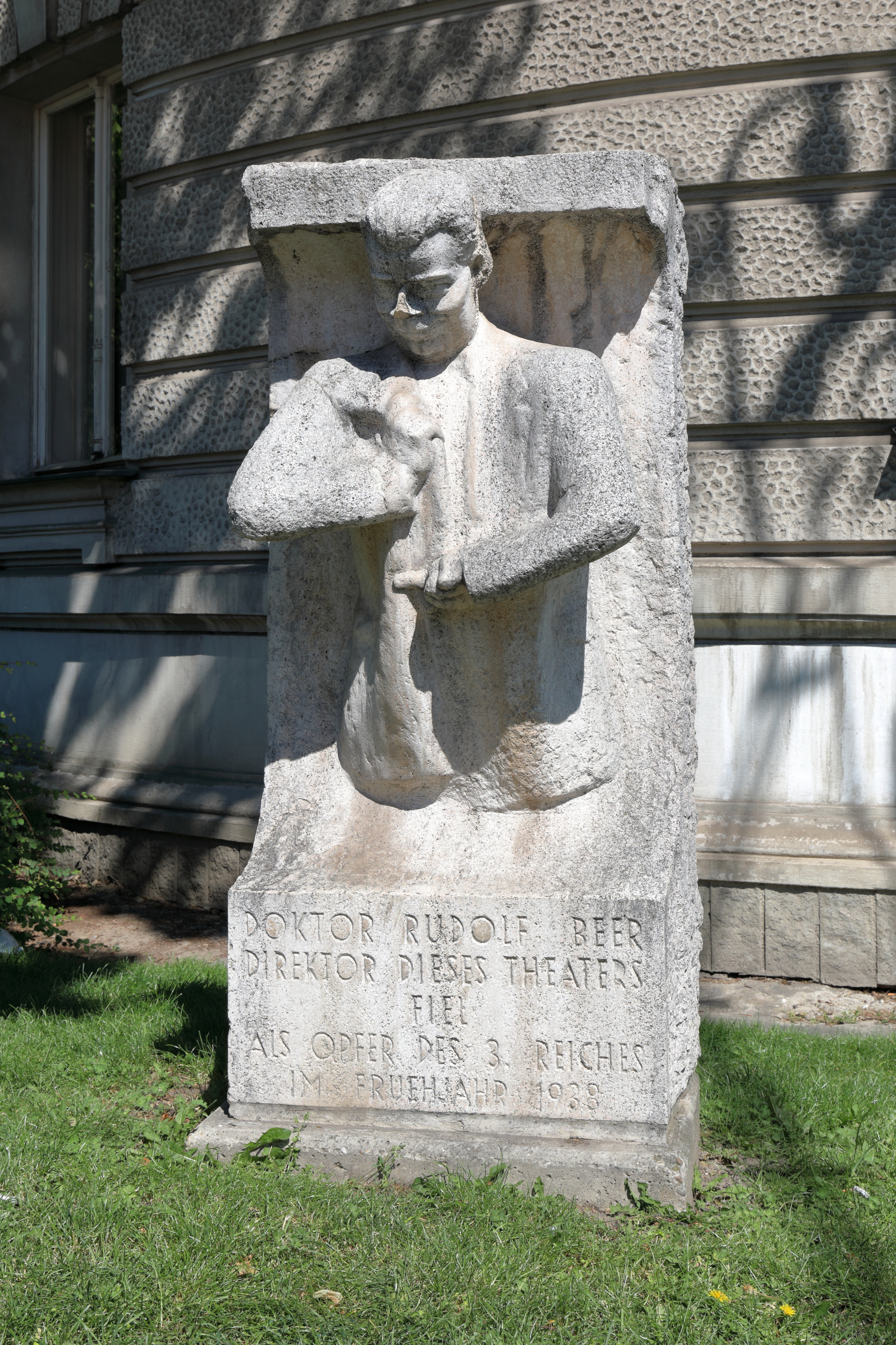
Rudolf Beer – „Opfer des 3. Reichs“. Erinnerungsbüste neben dem Volkstheater (Skulptur von Franz Pixner).

Unter Rudolf Beer war das Volkstheater mit dem Raimundtheater fusioniert. Für das Ensemble wurden Siegfried Breuer, Hans Jaray, Erik Frey, Hans Olden, Karl Paryla, Karl Skraup, Hans Holt, Guido Wieland, Franz Stoß, Franz Schafheitlin, Hans Schweikart, Luise Rainer, Sybille Schmitz, Luise Ullrich und Paula Wessely gewonnen. Beer, dem der Ruf des „Revolutionärs“ vorausging, vermochte das unter Bernau erreichte Niveau noch zu steigern, er war ein Förderer der modernen Literatur. Das Theater spielte Stücke von Franz Theodor Csokor (der auch Dramaturg am Haus war), Carl Zuckmayer, Georg Kaiser, Karl Schönherr und Robert Musil, besonders aber von Luigi Pirandello, von dem 1926 Heinrich IV. mit Alexander Moissi gezeigt wurde. Moissi spielte auch in der Schnitzler-Uraufführung Im Spiel der Sommerlüfte (1929, mit Luise Ullrich) und den Hamlet im Frack in einer zeitgenössischen Shakespeare-Deutung, einem der seltenen Klassiker in der Direktion Beer, zu denen allerdings auch Goethes Faust in einer Fassung beider Teile für einen Abend von Paul Mederow gehörte. Moissi bot 1929 sogar seinen legendären Jedermann, den er bei den Salzburger Festspielen unter Max Reinhardt gespielt hatte.
Wichtigster Regisseur war Karlheinz Martin, der mit progressiven Inszenierungen wie Frank Wedekinds Franziska mit Tilla Durieux und Paula Wessely das Haus prägte, bevor er 1929 Leiter der Volksbühne Berlin wurde. Triumphe feierte Ferdinand Bruckners Historiendrama Elisabeth von England mit Leopoldine Konstantin und Karl Forest auf einer Simultanbühne. Max Reinhardt inszenierte 1930 Gerhart Hauptmanns „Der Biberpelz“ mit Hansi Niese und Emil Jannings. Thomas Mann wurde zu seinem 50. Geburtstag mit seinem Stück „Fiorenza“ geehrt. Einer der größten Kassenerfolge war das Kriminalstück Der Fall Mary Dugan in der Inszenierung von Heinz Hilpert mit dem Publikumsliebling Hansi Niese. Beer erprobte Schauspieler in Rollen, die nicht ihrem Fach entsprachen und zeigte Hansi Niese in Henrik Ibsens „Die Stützen der Gesellschaft“, die Salondame Leopoldine Konstantin als „Maria Stuart“, die Sängerin Marie Gutheil-Schoder als „Frau ohne Bedeutung“ von Oscar Wilde und Anton Edthofer als Dauphin in „Die heilige Johanna“ (Regie: Karlheinz Martin).
Eine Elevenschule legte ab 1931 Augenmerk auf junge Talente, darunter Karl Paryla und Paula Wessely, die dem Ensemble einige Jahre angehörte (Wendla in Wedekinds Frühlings Erwachen, 1928, an der Seite von Hans Jaray). Wenig Erfolg war dem Volksstück beschieden, das trotz eines Autoren-Wettbewerbs 1927 beim Publikum nicht ankam.
Beer lud viele Ensembles zu spektakulären Gastspielen ein, darunter das Moskauer Kammertheater unter Alexander Tairoff mit „Giroflé-Girofla“ oder Stars mit eigenen Ensembles wie Fritz Kortner oder Paul Wegener. Der Spielplan war stark an den Berliner Bühnen orientiert. 1925 spielte Max Pallenberg Molnars Liliom, 1931 den braven Soldaten Schwejk. Karlheinz Martin brachte 1930 Hans Albers als Liliom in seiner Berliner Fassung. Eine Sensation war das Auftreten Emil Jannings’ in Gerhart Hauptmanns Fuhrmann Henschel (1931).
Beers forciertes Gastspieltheater mit Berliner Stars wie Fritzi Massary, Asta Nielsen, Elisabeth Bergner, Adele Sandrock, Curt Goetz, Heinz Rühmann und Conrad Veidt führte zu Anfeindungen und mündete 1932 in seinen Rücktritt. Beer beging 1938 nach dem „Anschluss“ Österreichs nach Misshandlungen durch Nazi-Schläger Selbstmord.

### Rolf Jahn (1932–1938)
Rolf Jahn setzte sich auf Empfehlung seines Vorgängers 1932 gegen Otto Preminger und Otto Falckenberg als Direktor durch und investierte eigenes Vermögen in das Theater. Sein Spielplan war von unpolitischem Amüsement und leichter Unterhaltung geprägt. Auf die Herausforderung des konkurrierenden Kinos reagierte er mit Lustspielen und musikalischen Revuen. Ralph Benatzkys Operetten Das kleine Cafe und Bezauberndes Fräulein erzielten die höchsten Aufführungs- und Besucherzahlen. Das Alt-Wiener Volkstheater verkam zu „Heurigenabenden“ (O.M. Fontana) und lebte nur vereinzelt in Darstellern wie Hans Moser, Karl Skraup oder Gisela Werbezirk weiter. Ausnahmen bildeten 1932 die Eröffnungspremiere Die Weiber von Zoinsdorf von Rose Meller in der Regie des Dramatikers Franz Theodor Csokor und František Langers Engel unter uns (1933) in der Regie von Karlheinz Martin. Zum 70. Geburtstag von Gerhart Hauptmann wurde 1932 Vor Sonnenuntergang mit Emil Jannings gegeben, zum 75. Geburtstag Die Ratten. Hauptmann war bei den Vorstellungen anwesend.
Mit George Bernard Shaw, John Galsworthy, Oscar Wilde und Eugene O’Neill stand auch vermehrt angelsächsische Literatur auf dem Spielplan, Klassiker jedoch fast gar nicht. Zum Ensemble zählten Vilma Degischer, Tilla Durieux, Käthe Dorsch, Hansi Niese, Jane Tilden, Christl Mardayn und Hans Jaray, bedeutende Gäste waren Albert Bassermann und Max Pallenberg. Das Mammutdrama Lueger, der große Österreicher von Hans Naderer wurde 1934 als Ausdruck der Ständestaatsdiktatur aufgeführt und auf Wunsch von Bundeskanzler Kurt Schuschnigg und Kardinal Innitzer in einer groß angelegten Werbekampagne propagiert. Der spätere Hollywoodregisseur Otto Preminger führte bei leichter Kost wie Duschinskys Kaiser Franz Joseph I. Regie (1933). Berühmt wurde ein Bühnenbild Oskar Strnads zur Maria-Theresien-Revue Der junge Baron Neuhaus (1933), in dem das Innere von Schloß Schönbrunn nachgebildet wurde. Der Schriftsteller Jura Soyfer schrieb im Februar 1937 über die Wiener Theatersituation: Ein künftiger Theaterhistoriker wird diese Epoche mit ein paar bedauernden Worten abfertigen müssen.
Nach dem „Anschluss“ Österreichs 1938 bemühte sich Jahn intensiv, der neuen Führung zu gefallen, entließ noch am Tag der NS-Machtübernahme alle jüdischen Schauspieler und rechtfertigte sich damit, dass ihm jüdische Autoren und Schauspieler von einer jüdischen Kulturlobby diktiert worden seien. Er gehörte zu den wenigen Theaterdirektoren, die nicht gleich nach Hitlers Einmarsch abgesetzt wurden, denn er übernahm selbst all jene Aufgaben, die in anderen Theatern von den neu eingesetzten kommissarischen Leitern besorgt wurden. Jahn sicherte Botschafter Franz von Papen sogar zu, das Theater in Personal und Spielplan nach nationalsozialistischem Gedankengut umzuorganisieren und wirkte bereitwillig bei der Überführung des Volkstheaters in das NS-Freizeit-Programm „Kraft durch Freude“ mit.
Ensemblemitglieder und dem Theater nahestehende Personen, die dem nationalsozialistischen Regime weichen und emigrieren mussten, waren u. a. Albert Bassermann, Franz Theodor Csokor, Lili Darvas, Tilla Durieux, Adrienne Gessner, Oskar Homolka, Hans Jaray, Oskar Karlweis, Leopoldine Konstantin, Fritz Kortner, Karl Paryla und Heinrich Schnitzler. Rolf Jahn wurde als glückloser Opportunist dennoch abgelöst und durch den Deutschen Walter Bruno Iltz ersetzt.

### Walter Bruno Iltz (1938–1944)

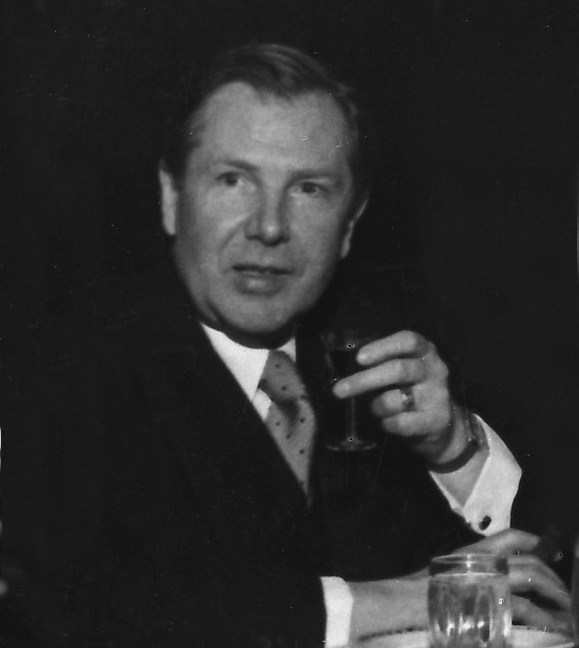
Walter Bruno Iltz, 1938

In der Zeit des Nationalsozialismus in Österreich wurde das Volkstheater Teil des NS-Freizeitprogramms Kraft durch Freude. Der neue Direktor Walter Bruno Iltz, der zuvor als Generalintendant die Städtischen Bühnen Düsseldorf geleitet hatte, wurde von den Nationalsozialisten zu den führenden Theatermännern im Reich gezählt. Er war kein Parteifunktionär, sondern ein unabhängiger Künstler, der sich zuvor sogar mit der NSDAP angelegt hatte, als er die jüdischen Mitglieder an seinem Düsseldorfer Theater verteidigte. Sein Spielplan bewegte sich „zwischen Linientreue und stillem Protest“ und bestand aus österreichischem Genre, Klassik und Tendenzstücken. Iltz verstand es, einen Spielplan zu gestalten, der an die Tradition seiner Vorgänger anschloss und gleichzeitig die Machthaber, die linientreues Partei- und Propagandatheater von ihm erwarteten, nicht zu verärgern. Der Spielplan richtete sich zunächst nach der „Reichsdramaturgie“ des Ministeriums für Volksaufklärung und Propaganda, von den 21 Premieren der ersten Saison waren drei Klassiker, vier Tendenzstücke, sieben Stücke deutscher Gegenwartsdramatik, meist Komödien, fünf ältere Stücke und zwei ausländische. Vier Ur- und zwei Erstaufführungen zeigten eine Ambition des Intendanten zu „neuen deutschen Stücken“. Einen Hauptanteil im Spielplan nahm das leichte Lustspiel ein. Viele Kartenkontingente wurden zu festen Preisen an Gruppen wie Betriebe, Wehrmacht und Jugendverbände abgegeben.
Eröffnungspremiere war Schillers „Die Räuber“ in Regie von Ilz und in der Ausstattung des jungen Bühnenbildners Gustav Manker mit O. W. Fischer, Karl Skraup, Paul Hubschmid und Robert Valberg. Zur Premiere am 7. Oktober 1938 erschien die gesamte NS-Prominenz Wiens, Gauleiter Odilo Globocnik hielt die Festansprache und eröffnete das Deutsche Volkstheater als erstes „Theater des Volkes“ in Wien mit dreifachen Sieg-Heil-Rufen auf den Führer. 1940 erfolgte durch den Reichsdramaturgen Rainer Schlösser ein Verbot englischer und französischer Stücke, mit Ausnahme Shakespeares (ohne die Königsdramen) und George Bernard Shaws. 1942 wurde bei Friedrich Hebbels „Demetrius“ (in der Bearbeitung von Hans Schwarz mit O.W. Fischer) im Bühnenbild Gustav Mankers erstmals die Bühnenschräge in Wien verwendet. In den beiden letzten Jahren der Direktion von Walter Bruno Iltz änderte sich der Spielplan, er zeigte mehr Mut und Einsatz abseits der NS-Normen. Neue deutsche Stücke minderer Qualität verschwanden vom Spielplan zugunsten literarisch hochwertiger, wenn auch in Parteikreisen umstrittener Werke. Iltz bestimmte, welchen Regisseuren welche Stücke „zugemutet“ werden konnten. Tendenzstücke wurden vor allem von ihm selbst und Oberspielleiter Erhard Siedel inszeniert, Günther Haenel wurden ab 1942 die „literarisch hochwertigen Stücke“ überantwortet. Iltz nahm sogar bei der Besetzung darauf Rücksicht, welche Ensemblemitglieder in welchen Stücken aufzutreten hatten. Das hing mit dem internen Führungsstil von Iltz zusammen, der nach dem Abgang des betont nationalsozialistisch agierenden Oberspielleiters Erhard Siedel (der als ideologisches Aushängeschild und Aufpasser fungierte) Günther Haenel engagierte, um den sich bald ein Kreis von Künstlern scharte, die dem NS-Regime ablehnend gegenüberstanden und dies auch vorsichtig auf der Bühne zum Ausdruck zu bringen bereit waren.
Iltz ließ Aufführungen wie George Bernard Shaws Die heilige Johanna (1943) und Ferdinand Raimunds Der Diamant des Geisterkönigs (1944) an seinem Haus zu, beide in der Regie von Günther Haenel und im Bühnenbild Gustav Mankers, die sogar einen erkennbaren theatralischen Widerstand formulierten. Das Bühnenbild Mankers persiflierte für das Land der Wahrheit in Raimunds Zaubermärchen die monumentale NS-Ästhetik mit Statuen im Stile Arno Brekers und paraphrasierte das Symbol des KdF-Rades und den deutschen Reichsadler, die Kostüme waren Anlehnungen an BDM und Hitler-Jugend. Karl Kalwoda, der Darsteller des Königs Veritatius, sprach in abgehackten Sätzen und lieferte in Gestik und Haltung eine Hitler-Parodie. Am Ende der Szene wurde unter Applaus des Publikums für eine Ballonfahrt der Satz Die Zukunft liegt in der Luft! hinzugefügt. In Shaws „Johanna“ betonte Haenel weniger die von Propagandaminister Joseph Goebbels geschätzte treffliche Darstellung der englischen und französischen Psyche, sondern den kompromisslosen Weg einer Einzelnen in einem starren Machtgefüge. Bei der Replik „Die Juden geben gewöhnlich, was die Sache wert ist. Ich habe die Erfahrung gemacht, dass Menschen, die etwas umsonst haben wollen, immer Christen sind“ verließen bei der Premiere SS-Männer den Saal.
Im Engagement dieser Jahre standen große Namen wie O. W. Fischer, Curd Jürgens, Paul Hubschmid, Gert Fröbe, Karl Skraup, Robert Lindner, Egon von Jordan, Olly Holzmann, Judith Holzmeister, Inge Konradi und Annie Rosar. Der spätere Direktor Leon Epp spielte 1938 in Nestroys „Einen Jux will er sich machen“ den Lehrbuben Christopherl und wurde später auch als Regisseur eingesetzt, der spätere Direktor Gustav Manker war der wichtigste Bühnenbildner am Haus und bekam 1942 bei „Der getreue Johannes“ auch seine erste Regieaufgabe. Die Schauspielerin Dorothea Neff versteckte jahrelang ihre jüdische Freundin in ihrer Wohnung, auch die Souffleuse Charlotte Becher rettete drei Juden das Leben, indem sie sie bei sich zu Hause versteckte. Beide Frauen wurden dafür nach dem Krieg vom Yad Vashem in Israel als „Gerechte unter den Völkern“ ausgezeichnet.
Zur Bedeutung von Walter Bruno Iltzs liberaler Haltung als Intendant des Deutschen Volkstheaters während der Zeit des Nationalsozialismus erklärte die Schauspielerin Inge Konradi: Daß das Volkstheater eine Insel für uns war, ist dem großen Einsatz und Mut von Walter Bruno Iltz zu verdanken. Man müsste ihn eigentlich auf ein Podesterl stellen, denn er war der Lebensretter des Volkstheaters. Er hat viele belastete Künstler an seinem Haus gehabt, sie über den Krieg hin beschützt und viele unkündbare Stellungen erreicht. Er hat genau gewusst welches Risiko er eingeht, wenn er Haenel mit der Regie für ‚Die heilige Johanna‘ und ‚Der Diamant des Geisterkönigs‘ beauftragt. Sein persönlicher Mut besitzt Seltenheitswert.

### Rolf Jahn (1945)
Am 10. Mai 1945 wurde das stark in Mitleidenschaft gezogene Volkstheater in Eigeninitiative des Ensembles mit einem Publikumserfolg der letzten Spielzeit, Katakomben von Max Frey, wiedereröffnet. Erste offizielle Premiere war am 7. Juni 1945 mit einer Reprise von 1936, Die unentschuldigte Stunde von Stefan Bekeffi. Jahn, der das Theater schon vor dem Krieg geleitet hatte, wurde von Kulturstadtrat Viktor Matejka nur monatlich im Amt bestätigt, da die Besitzrechte nicht geklärt waren. Alle Vorstellungen waren ausverkauft und fanden nachmittags statt, da weder Beleuchtung noch Verkehrsmittel funktionierten und man im Sommer 1945 Konflikte mit den sowjetischen Besatzern fürchtete. Es folgte Franz Grillparzers Des Meeres und der Liebe Wellen und als abschließender Höhepunkt der kurzen Ära Jahn Karl Kraus’ Die letzte Nacht, Epilog von Die letzten Tage der Menschheit, in der Regie von Günther Haenel. Jahns Direktionszeit wurde jäh beendet, als von ihm verfasste Zeitungsartikel aus dem Jahr 1938 auftauchten, die eindeutig NS-konforme und antisemitische Inhalte aufwiesen.

### Günther Haenel (1945–1948)
Ab Juli 1945 leitete Günther Haenel das Volkstheater und schuf die Voraussetzungen für einen modernen und revolutionären Spielplan. Haenel, der dem Haus schon zuvor als Regisseur angehört hatte, führte das Theater als unbequemes und engagiertes Zeittheater, mit einem „Direktionsrat“ band er Mitglieder des Hauses in Entscheidungen ein und nahm so das „Mitbestimmungstheater“ vorweg. Das Theater befand sich vom 1. September 1945 bis zum Sommer 1955 im US-amerikanischen Sektor Wiens. Bei der Uraufführung von Julius Hays Haben kam es 1945 zum ersten Theaterskandal der zweiten Republik und einer Saalschlacht. Auch die Ausstellung des Surrealisten Edgar Jéné in den Wandelgängen zeigte, wie stark das Publikum teilweise noch in den Kategorien des Dritten Reichs dachte. Die vernachlässigte russische Dramatik wurde mit Dramen von Ostrowski, Turgenjew und mit Anatoli Lunatscharskis Der befreite Don Quixote mit Max Paulsen wiederbelebt, was Haenel den Vorwurf eines kommunistischen Tendenz-Spielplans eintrug. Albert Bassermann kehrte 1946 mit Der Himmel wartet ans Haus zurück und spielte in der Folge auch Ibsens Baumeister Solness und Gespenster. Das antifaschistische amerikanische Erfolgsstück Vor der Entscheidung wurde in der Regie Haenels mit Attila Hörbiger, der heimgekehrten Adrienne Gessner und Siegfried Breuer aufgeführt. Oskar Werner hatte sein Volkstheater-Debüt in Eugene O’Neills Ah, Wilderness!. Ernst Deutsch war 1948 in Der Helfer Gottes wieder zu sehen. Jean Anouilh wurde ebenso wie J. B. Priestley dem Wiener Publikum vorgestellt. Für die Alt-Wiener Volkskomödie von Nestroy und Raimund gelang es Gustav Manker, mit Schauspielern wie Karl Paryla, Inge Konradi, Karl Skraup, Theodor Grieg und Hans Putz für dieses Genre einen neuen Inszenierungsstil zu entwickeln.
Da Haenel als Pächter mit seinem Privatvermögen haftete, sah er sich auch gezwungen, zahlreiche Komödien und „leichte Kost“ auf den Spielplan zu setzen, die mit Publikumslieblingen wie Annie Rosar, Christl Mardayn oder Curt Goetz (Das Haus in Montevideo) große Erfolge wurden. Aufgrund der ungeklärten Pachtverhältnisse trat Haenel 1948 zurück und gründete das als Sozietät geführte „Neue Theater in der Scala“.

### Paul Barnay (1948–1952)
1948 erwarb der Österreichische Gewerkschaftsbund (als Rechtsnachfolger der Deutschen Arbeitsfront) die Aktienmehrheit des Volkstheater-Vereins, das Volkstheater wurde in eine Ges.m.b.H. umgewandelt, künstlerischer Leiter wurde Paul Barnay, der das Haus in einer Zeit großer finanzieller Schwierigkeiten übernahm. Mit der Gründung der Volksbühne-Organisation „Volkstheater-Gemeinde“, die bald 15.000 Mitglieder zählte, versuchte er, die Krise zu meistern. Dramaturg und Regisseur wurde Joseph Glücksmann, der in der Emigration in den USA als Filmregisseur tätig gewesen war, Gustav Manker setzte seine Arbeit als Regisseur der österreichischen Klassik und zeitgenössischer Autoren fort. Mit Volksschauspielern wie Paul Hörbiger, Karl Skraup, Hans Putz und Inge Konradi schuf er Publikumsrenner wie Ferdinand Raimunds Der Bauer als Millionär (1948) und Der Verschwender (1949) sowie Johann Nestroys „Zu ebener Erde und erster Stock“ (1948) und Der Talisman (1951).
Zu einem der größten Theaterskandale der Nachkriegszeit geriet am 1. Dezember 1948 die österreichische Erstaufführung von Horváths Geschichten aus dem Wiener Wald mit Inge Konradi, Karl Skraup und Harry Fuss, der man „Blasphemie aufs Wienertum“ vorwarf und fragte: „Was haben diese innerlich durch und durch faulen Lemuren, diese Sumpfblüten, die in jeder Grosstadt gedeihen können, mit dem Volk, mit dem Volk von Wien zu tun?“ Barnay war ein Theaterprinzipal alten Stils, weitere Auseinandersetzungen mit der Moderne fanden unter seiner Direktion nur selten statt. wie etwa 1951 bei Albert Camus’ Die Gerechten, 1951 Georg Kaisers „Napoleon in New Orleans“, Vicky Baums „Menschen im Hotel“ sowie 1952 Franz Werfels „Juarez und Maximilian“ (alle in der Regie von Gustav Manker). Vor allem Lustspiele, Komödien und Volksstücke beherrschten den Spielplan, wie 1949 Jacques Offenbachs „Die schöne Helena“ in einer Wiener Dialektfassung mit Christl Mardayn, Fritz Imhoff, Inge Konradi und Karl Skraup in einem surrealistischen Bühnenbild von Stephan Hlawa und in der Inszenierung von Gustav Manker, Publikumslieblinge der Vorkriegszeit wie Hans Jaray (als Kronprinz Rudolf) oder Hans Olden konnten wieder auftreten, auch Ernst Deutsch trat 1948 als Henri Dunant wieder auf. Der junge Oskar Werner debütierte 1947 in Eugene O’Neills „O Wilderness“. Nachwuchstalente wie Hilde Sochor und Martha Wallner wurden neu engagiert. Großen Erfolg hatten Inge Konradi 1950 / 1951 als George Bernard Shaws Die heilige Johanna und Annie Rosar in Stadtpark.

### Leon Epp (1952–1968)
Die Direktion Leon Epps war eine Zeit, in der Ernst Lothar zufolge das Volkstheater als das „tapferste Theater von Wien“ galt. Auf dem Spielplan standen viele Stücke von Gegenwartsdramatikern wie Albert Camus, Jean-Paul Sartre, Sean O’Casey, Jean Cocteau, Eugène Ionesco, Jean Genet, Thornton Wilder, Tennessee Williams, William Faulkner, Jean Anouilh, John Osborne, James Baldwin, Heinar Kipphardt, Friedrich Dürrenmatt, Max Frisch und Václav Havel. Epp brachte in seiner Direktionszeit 71 österreichische und 7 deutschsprachige Erstaufführungen sowie 17 Uraufführungen. Epp führte ein „Sonderabonnement“ ein, das mit drei Stücken pro Spielzeit neue Werke in Ur- und Erstaufführungen präsentierte, wobei Epp auch Stücke wählte, die von anderen Theatern aus Furcht vor Misserfolgen oder Skandalen nicht gespielt wurden. Seinen außergewöhnlichen Ruf erreichte das Volkstheater unter Epps Direktion vor allem durch die Aufführungen dieses Sonderabonnements „Dichtung der Gegenwart“, das im Lauf der Jahre unterschiedliche Untertitel wie „Spiegel der Zeit“, „Kompromissloses Theater“ oder „Konfrontationen“ erhielt; die konservative „Normalkost“ sicherte Epp die wirtschaftliche Basis. Manche dieser österreichischen Erstaufführungen sorgten für großes Aufsehen, so etwa die Inszenierung von Jean-Paul Sartres Die schmutzigen Hände (1954 / 1955), die der Autor selbst mit einer Reise nach Wien zu verhindern suchte, weil es seiner Meinung nach durch die Zeitläufe überholt war. Der Stellvertreter von Rolf Hochhuth in österreichischer Erstaufführung sorgte sogar für Handgreiflichkeiten im Parkett. Der Theaterdirektor Epp unterbrach die Premiere, um selbst auf die Bühne zu steigen und zu verkünden: Jeder, der dieser Aufführung beiwohnt, möge sich doch fragen, ob er nicht an den hier geschilderten Dingen irgendwie mitschuldig gewesen ist.
In der Spielzeit 1962/63 wagte sich das Volkstheater mit Mutter Courage und ihre Kinder an ein Stück von Bertolt Brecht, nachdem der weltweit gefeierte Bühnenautor über viele Jahre hinweg in Österreich vor dem Hintergrund des Kalten Krieges in einem „Brecht-Boykott“ unter Federführung von Hans Weigel und Friedrich Torberg bekämpft worden war. Die Presse sprach von der „Blockadebrecher“-Premiere am 23. Februar 1963, für deren Absage Epp sogar Geld geboten wurde, mit Dorothea Neff und unter der Regie von Gustav Manker, der in der Folge auch Der kaukasische Kreidekreis, „Die heilige Johanna der Schlachthöfe“ und „Der gute Mensch von Sezuan“ inszenierte. 1961 gab es für Jean Genets Der Balkon den ersten Preis beim Festival Theatre des Nations in Paris, 1963 spielte man erstmals Genets Die Wände, beide Male in der Ausstattung des Malers Hubert Aratym. Als Bühnenbildner holte Epp Kurt Moldovan, Wolfgang Hutter und Georg Schmid ans Haus, auch die Umschläge der Programmhefte ließ er von zeitgenössischen österreichischen Künstlern wie Wander Bertoni, Paul Klee, Albert Paris Gütersloh und Hans Fronius gestalten. Regisseure waren Epp selbst, Gustav Manker, Rudolf Steinböck, Karlheinz Stroux, Günther Haenel und Erich Neuberg. Im Ensemble spielten Walter Kohut, Ernst Meister, Fritz Muliar, Hans Olden, Heinz Petters, Herbert Propst, Hans Putz, Sieghardt Rupp, Wolfgang Hübsch, Otto Schenk, Karl Skraup, Kurt Sowinetz, Hugo Gottschlich, Oskar Wegrostek, Fritz Imhoff, Egon von Jordan, Michael Heltau, Alexander Kerst, Fritz Eckhardt, Blanche Aubry, Maria Emo, Elisabeth Epp, Lotte Lang, Christl Mardayn, Louise Martini, Lotte Tobisch, Dorothea Neff, Annie Rosar, Dolores Schmidinger, Hilde Sochor, Martha Wallner, Albert Rolant und Josef Hendrichs. Junge Entdeckungen waren Nicole Heesters als Gigi (1953), Elisabeth Orth (1958) und Elfriede Irrall, die 1961 als Lulu triumphierte. Gastauftritte boten Käthe Dorsch als Elisabeth von England, Marianne Hoppe in Strindbergs Ein Traumspiel und Hilde Krahl als Lady Macbeth und Libussa sowie Johannes Heesters, Paul Dahlke, Günther Lüders und Rudolf Forster.
Besondere Pflege ließ Epp dem österreichischen Volksstück von Ludwig Anzengruber, Johann Nestroy und Ferdinand Raimund angedeihen, für die er mit Karl Skraup, Hans Putz, Hugo Gottschlich, Fritz Muliar, Walter Kohut, Kurt Sowinetz und Hilde Sochor ein erstklassiges Ensemble hatte und die allesamt von Gustav Manker inszeniert wurden, der neben Epp der entscheidende Regisseur des Hauses, Chefbühnenbildner und die ideale Ergänzung zu Epp war. Dabei lag Mankers Stärke darin, die Stücke frei von Kitsch und süßlicher Romantik sozialkritisch und unter Betonung der Volkskomödie auf die Bühne zu bringen. Von Nestroy wurden u. a. Das Haus der Temperamente (1953), Der Schützling (1953), Mein Freund (1955), Der böse Geist Lumpazivagabundus (1957), Eine Wohnung ist zu vermiethen in der Stadt (1962), Liebesgeschichten und Heurathssachen (1964) und Zu ebener Erde und erster Stock (1967) gespielt. Sukzessive entwickelte sich daraus ein Aufführungsstil, der bis in die späten 1970er Jahre dieses Genre prägte. Auch die österreichische Moderne von Arthur Schnitzler bis Ödön von Horváth, Ferdinand Bruckner und Ferenc Molnár und die Uraufführung von Helmut Qualtingers Die Hinrichtung (1965) lagen in Mankers Händen. Qualtinger trat auch als Schauspieler in Erscheinung, so in Nestroys Eine Wohnung ist zu vermiethen (1962), als Zauberkönig in Horváths Geschichten aus dem Wiener Wald (1968) und in Dostojewskis Schuld und Sühne (1969). Ein Wedekind-Zyklus („Die Büchse der Pandora“ 1960, „Frühlings Erwachen“, 1961, „Musik“, 1962, „König Nicolo oder so ist das Leben“, 1964 und 1966 „Der Marquis von Keith“) unter Manker gehörte ebenso zum Programm wie Klassiker von Shakespeare bis Goethe. Besonders Schillers Die Räuber (1959, mit Walter Kohut) war auf einer zweigeteilten Simultanbühne in Regie und Bühnenbild von Gustav Manker bahnbrechend.
Epp begründete 1954 gemeinsam mit der Kammer für Arbeiter und Angestellte die Spielreihe „Volkstheater in den Außenbezirken“, im Zuge derer Produktionen des Volkstheaters durch die Bezirke Wiens tourten, um „Kultur ins Volk“ zu bringen. Es wurde an 25 verschiedenen Spielstätten wie Volksbildungshäusern oder kleinen Theater- und Kinosälen gespielt, der Spielplan setzte sich lange aus vier Klassikern, zwei Gegenwartsstücken und zwei Lustspielen jährlich zusammen.

### Gustav Manker (1969–1979)

Gustav Manker, 1974

Gustav Manker übernahm nach dem Unfalltod von Leon Epp 1968 dessen Geschäfte und war sein logischer Nachfolger, da er dem Haus bereits seit 1938 angehörte, zuerst als Bühnenbildner, dann als Regisseur, Ausstattungs- und Oberspielleiter. Zu den Marksteinen der Direktion Gustav Manker gehörte vor allem die Entdeckung der jungen zeitgenössischen österreichische Dramatik, womit Manker den ersten Jahren seiner Direktion den entscheidenden Stempel aufdrückte. 1969 hatte innerhalb der Reihe Konfrontationen Wolfgang Bauers Change Premiere, die spektakuläre Inszenierung von Bernd Fischerauer (mit Herwig Seeböck und Bernd Spitzer) wurde zum Berliner Theatertreffen 1970 eingeladen. Im Februar 1971 wurde das Erstlingswerk Rozznjogd des damals 26-jährigen Peter Turrini mit Franz Morak und Dolores Schmidinger uraufgeführt und begründete eine der großen Theaterkarrieren eines österreichischen Schriftstellers. Turrini blieb dem Volkstheater verbunden, 1972 folgte Sauschlachten, 1973 Der tollste Tag und 1975 die Goldoni-Adaption Die Wirtin, und von Bauer Silvester oder das Massaker im Hotel Sacher (UA 1971, mit Helmut Qualtinger). Weitere junge Autoren waren Wilhelm Pevny („Sprintorgasmik“, 1971), Herwig Seeböck („Haushalt oder die Sandhasen“, 1971), Wilhelm Pellert/Helmut Korherr („Jesus von Ottakring“, 1972), Gerhard Roth („Lichtenberg“, 1974), Walter Wippersberg („Was haben vom Leben“, 1976) und Helmut Zenker („Wahnsinnig glücklich“, 1976). Dies schuf eine neue Definition für den Begriff „Volkstheater“ und verhalf dem Namen des Traditionshauses zu einer aktuellen Bedeutung. Dadurch gelang auch die Gewinnung junger Publikumsschichten. Neben der Erstaufführung der Hochzeit von Elias Canetti (1970), bei der das Theater nach Drohungen von Rechtsradikalen durch die Polizei geschützt werden musste, und der Erstaufführung von Dieter Fortes Martin Luther & Thomas Münzer setzten die aktuellen Dramen von Rolf Hochhuth (1970 Guerillas mit Kurt Meisel, 1972 „Die Hebamme“ mit Hilde Sochor) sowie Hölderlin von Peter Weiss (1973) und Witold Gombrowiczs Operette wichtige Akzente. Die Dramen des kroatischen Dichters Miroslav Krleža „Die Glembays“ und „Leda“ (in der deutschen Fassung von Milo Dor) erlebten ebenso ihre Erstaufführung wie Eugène Ionescos „Welch gigantischer Schwindel“ (Regie: Karlheinz Stroux), Martin Sperrs „Jagdszenen aus Niederbayern“, Carl Zuckmayers „Der Rattenfänger“, Majakowskis „Die Wanze“, Ernest Hemingways „Die fünfte Kolonne“ (mit Hans-Joachim Kulenkampff) und Marieluise Fleißers „Der starke Stamm“. Erstaufführungen von Günter Grass („Davor“), Friedrich Dürrenmatt („Die Frist“, „König Johann“, nach Shakespeare mit Helmut Qualtinger), Peter Hacks („Adam und Eva“), Hartmut Lange („Die Gräfin von Rathenow“) und Max Frisch („Don Juan oder Die Liebe zur Geometrie“) standen ebenso auf dem Spielplan wie neue britische Autoren wie John Osborne („Ein Patriot für mich“), Peter Barnes („Die herrschende Klasse“), Joe Orton („Was der Butler sah“), Jack Nichols („Ein Tag im Sterben von Joe Egg“), Ronald Millar („Die Geschichte von Abaelard und Heloise“), Christopher Hampton („Die Wilden“) und Brian Friel („Die Freiheit der Stadt“). Mankers ambitionierte Klassikerpflege umfasste Franz Grillparzer ebenso wie Büchner und Shakespeare (1970 kam es zur umjubelten Erstaufführung von Shakespeares Hamlet 1603 mit Michael Heltau und Kitty Speiser, im Jahr danach folgte mit derselben Besetzung „Romeo und Julia“), Heinrich von Kleists Der zerbrochne Krug (mit Helmut Qualtinger) und gipfelte 1975 in Richard Beer-Hofmanns Einrichtung von Goethes Faust I und II an einem Abend.
Manker legte generell großes Augenmerk auf die Pflege österreichischer Literatur, von Ferdinand Raimund („Der Bauer als Millionär“, 1973, mit Karl Paryla; „Der Verschwender“, 1975, mit Heinz Petters) und Ludwig Anzengruber („Das vierte Gebot“, 1970) bis Ödön von Horváth („Die Unbekannte aus der Seine“, 1970, mit Kitty Speiser), Ferenc Molnárs „Liliom“ (1971, mit Hans Putz), Franz Theodor Csokor („3. November 1918“), Karl Schönherr („Frau Suitner“, mit Hilde Sochor), Alexander Lernet-Holenia („Das Finanzamt“, „Transaktion“), Anton Wildgans („Ein Inserat“, UA), Fritz von Herzmanovsky-Orlando („Zerbinettas Befreiung“), Ferdinand Bruckner („Heroische Komödie“) und Hermann Bahr, dessen Stücke Das Konzert (1971, mit Hans Jaray, Susanne von Almassy, Michael Heltau und Kitty Speiser) und Wienerinnen (1977, mit Herwig Seeböck) zu Publikumsrennern wurden. 1971 kam es sogar zur Uraufführung eines nachgelassenen Stückes von Arthur Schnitzler, Zug der Schatten (mit Kitty Speiser), danach folgte ein Zyklus mit Schnitzlers frühen Werken Freiwild (1974), Das Märchen (1975) und Anatol (1978). Legendär waren Mankers jährliche Nestroy-Inszenierungen, die neben den viel gespielten Stücken auch Unbekanntes ausgruben und mit einem eingespielten „Nestroy-Ensemble“ (Heinz Petters, Herbert Propst, Rudolf Strobl, Walter Langer, Hilde Sochor, Dolores Schmidinger, Brigitte Swoboda) in einem speziellen Nestroy-Stil („Nestroy pur“) zu Publikumshits wurden: Der Talisman (1971, mit Helmut Qualtinger), Heimliches Geld, heimliche Liebe (1972), Das Gewürzkrämerkleeblatt (1972), Gegen Torheit gibt es kein Mittel (1973), Umsonst! (1974), Einen Jux will er sich machen (1976), Lumpazivagabundus (1977), Höllenangst (1977), Frühere Verhältnisse und Die schlimmen Buben in der Schule (1978).
Manker war ein von der Schauspielkunst faszinierter, vom Theater nahezu manisch Besessener, beseelt mit intellektueller Neugier, introvertiert, scheu, emphatisch und exaltiert (Der Standard, 31. Dezember 2010), ein Renaissance-Mensch des Theaters (Fritz Muliar), voll Können und Vision (Michael Heltau) und in den Augen des Autors Peter Turrini eine merkwürdige Mischung zwischen einem Repräsentanten des öffentlichen Theaters und einem Stierler und Aufmümpfer und Störer, der als Theaterdirektor andere stören ließ – oder der die Störerei zuließ.

### Paul Blaha (1979–1987)
Paul Blaha war ein ehemaliger Theaterkritiker, als er 1979 den Posten des Direktors von Gustav Manker übernahm. Er eröffnete mit Shakespeares „Romeo und Julia“. Schwerpunkte des Spielplans bildeten zeitgenössische, gesellschaftskritische Aufführungen sowie Uraufführungen österreichischer Autoren. Produktionen wie „Kein schöner Land“ von Felix Mitterer, „Josef und Maria“ von Peter Turrini, „Ghetto“ von Joshua Sobol und „Der Himbeerpflücker“ von Fritz Hochwälder waren Höhepunkte der Direktionszeit Blaha. Aufführungen von Der Bockerer von Ulrich Becher und Peter Preses mit Karl Merkatz und „Zwölfeläuten“ von Heinz R. Unger wurden als Verfilmungen Hits an den österreichischen Kinokassen. Die Uraufführung von Peter Turrinis Die Bürger (Spielzeit 1981/82) schaffte es mit einer mehrseitigen Reportage in das deutsche Nachrichtenmagazin Der Spiegel, der feststellte: Lang schon hat ein Stück, noch ehe es ans Rampenlicht kam, nicht soviel parteipolitisches Gackern und kulturkämpferisches Krähen ausgelöst. Während der aufwändigen Restaurierung 1980 / 1981 wurde die ursprüngliche Dachkuppel rekonstruiert, der Spielbetrieb wurde in andere Spielstätten ausgelagert. In der Direktionszeit Blahas wurde eine Schauspielschule gegründet, die dem Theater angeschlossen war. 1981 wurde das Volkstheater-Studio (bis 1987) als kleine Bühne für Gegenwartsdramatik gegründet.

### Emmy Werner (1988–2005)

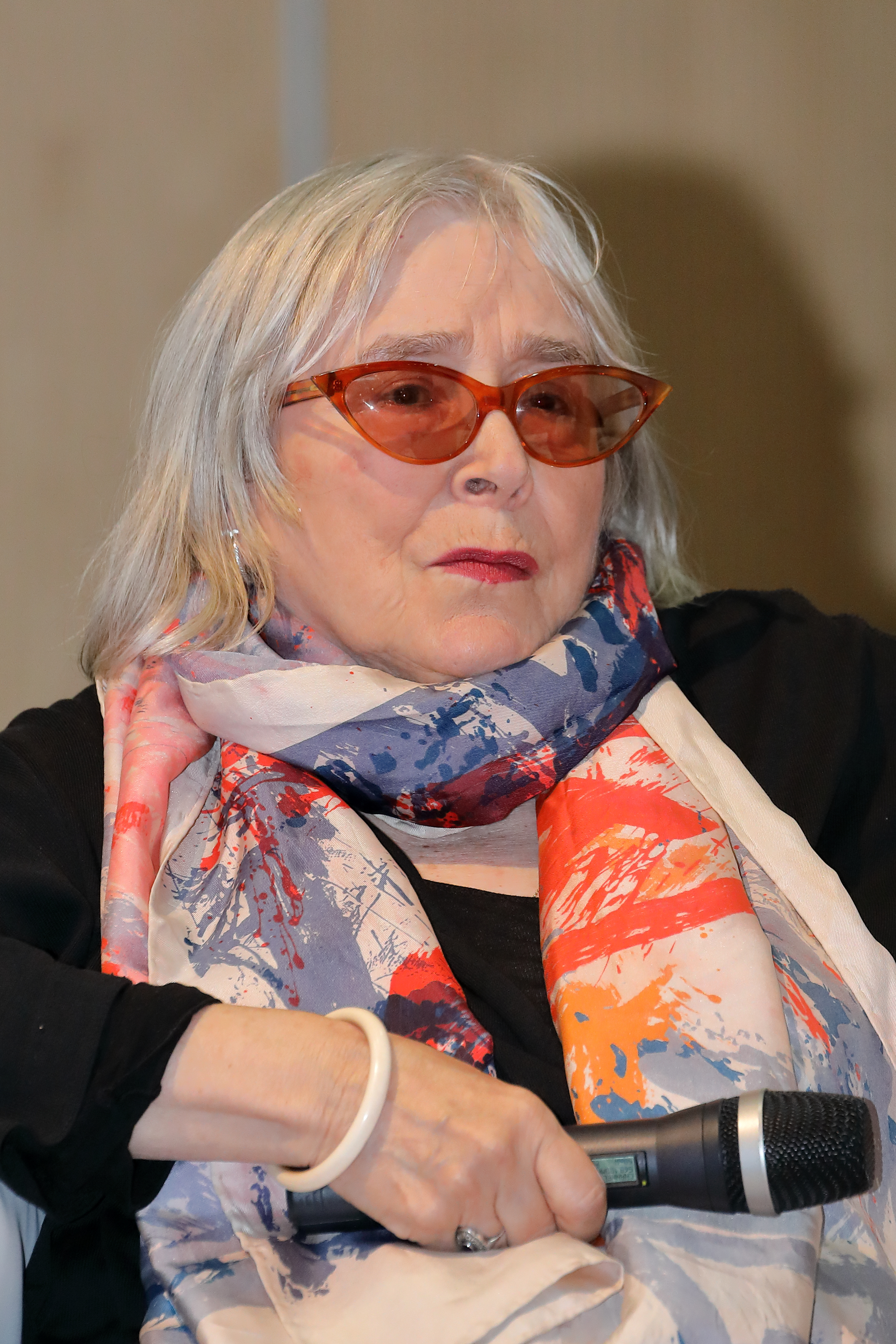
Emmy Werner, 2018

1988 übernahm mit Emmy Werner, die zuvor Direktorin des Wiener Theaters in der Drachengasse war, erstmals eine Frau die Leitung eines großen Wiener Theaters. Werners Programm waren Klassiker, zeitgenössische Stücke und starke Frauenfiguren in programmatischen Zyklen: „Die Jungfrau von Orléans“ (Eröffnung am 4. September 1988 mit der am 13. Oktober 1988 tödlich verunglückten Angelika Meyer), „Hedda Gabler“, „Nora“, „Emilia Galotti“ (Regie: Anna Badora), „Antigone“, „Judith“ „Anna Galactia“, „Libussa“, „Medea“, „Stella“. Schauspielerinnen wie Andrea Eckert, Gundula Rapsch und Birgit Doll waren die Protagonistinnen. Aus den Aufführungen ihrer Direktionszeit sind die Erfolgsstücke Weiningers Nacht von Joshua Sobol in der Inszenierung von Paulus Manker (1988/89) und Elfriede Jelineks Krankheit oder Moderne Frauen aus der Spielzeit 1989/90 hervorzuheben. Großer Erfolg war 1996 Terrence McNallys Meisterklasse mit Andrea Eckert als Maria Callas beschieden, das über zehn Jahre auf dem Spielplan stand. Autoren wie Elfriede Jelinek („Krankheit oder moderne Frauen“, „Wolken.Heim“, „Clara S.“) oder Gert Jonke („Opus 111“, „Insektarium“, UA 1998; „Gegenwart der Erinnerung“, UA 1994) wurden noch vor dem Burgtheater gespielt. Gustav Ernst und Franzobel erlebten erste Premieren sowie Felix Mitterers Drama In der Löwengrube (1997). Die Erstaufführung von Ergo (1996) des emigrierten Schriftstellers Jakov Lind zeigte Lind erstmals überhaupt in seiner Geburtsstadt Wien. 2000 kam die Dramatisierung von Sándor Márais „Glut“ zur Uraufführung. „Späte Gegend“ von Lida Winiewicz bot 2003 eine glanzvolle Plattform für Hilde Sochor, die Doyenne des Hauses. Der Zuschauerraum des Volkstheaters wurde auf 970 Plätze reduziert, mit Am Plafond, U3 und der Spielbar wurden kleine experimentelle Spielstätten geschaffen.

### Michael Schottenberg (2005–2015)

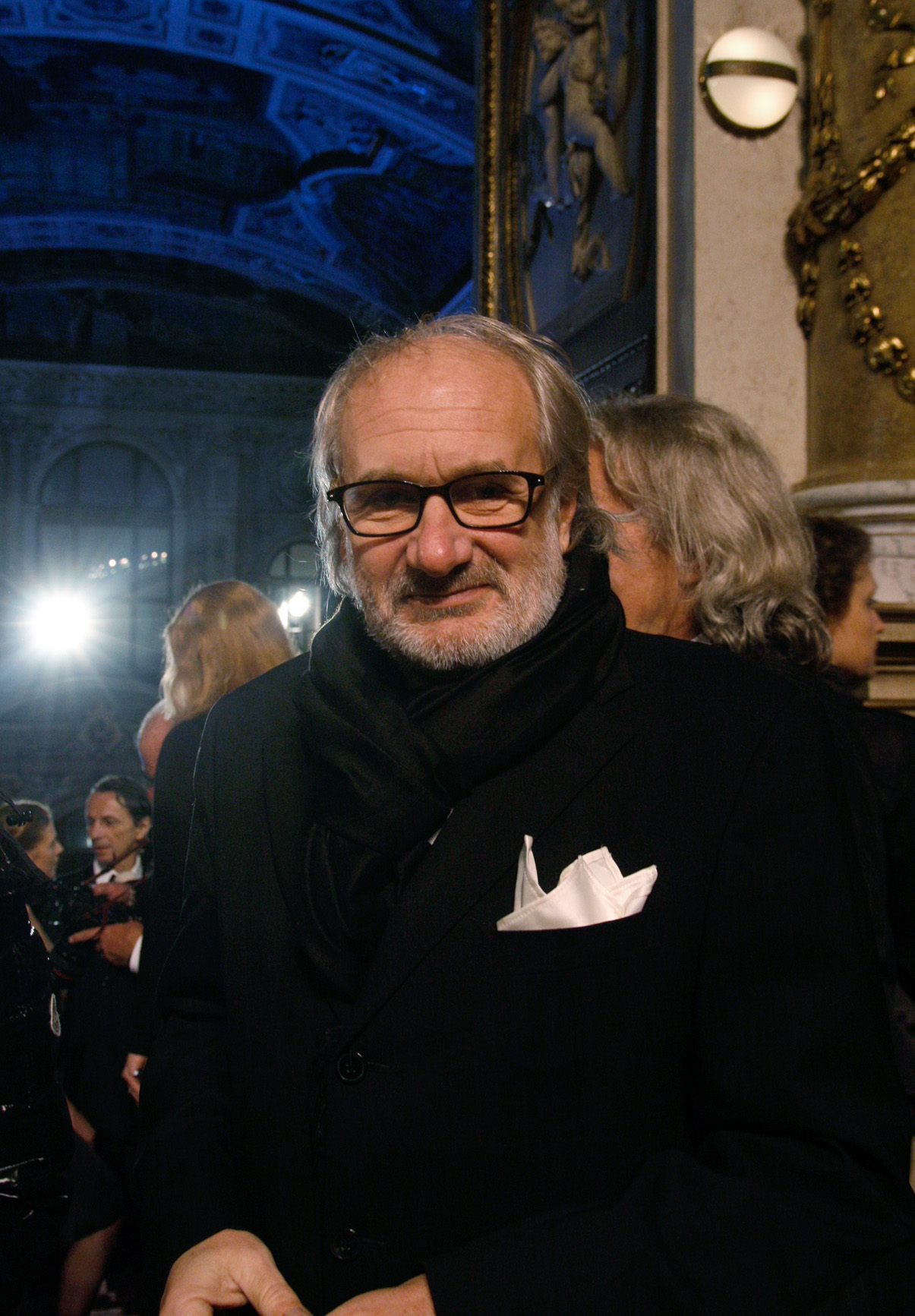
Michael Schottenberg (2010)

Im Herbst 2005 übernahm Michael Schottenberg die Direktion. Die Eröffnung war „Spiegelgrund“ von Johann Kresnik über die Wiener „Euthanasie“-Kinderklinik am Steinhof und die Nachkriegskarriere des Spiegelgrund-Arztes Heinrich Gross. Es folgten „Vor dem Ruhestand“ von Thomas Bernhard, ein Stück, das sich ebenfalls mit der NS-Vergangenheit auseinandersetzt, und Johann Nestroys „Freiheit in Krähwinkel“. Als Schottenberg das so genannte „Führerzimmer“, das 1938 für einen geplanten Hitler-Besuch gebaut worden war, entfernen wollte, geriet er in Konflikt mit dem Bundesdenkmalamt. Das Zimmer musste belassen werden, in ihm fanden dann zeitweise Aufführungen statt.
Aus den Produktionen der letzten Jahre sind hervorzuheben: „Cabaret“ mit Maria Bill, „Die Räuber“ von Friedrich Schiller in der Regie von Nuran David Çalış und „Liliom“ von Ferenc Molnár mit Robert Palfrader.
Im „Hundsturm“, einer kleineren Theaterspielstätte, wurden eine Zeit lang experimentelle Theaterarbeiten präsentiert (unter anderem von Barbara Weber, Wojtek Klemm, Dejan Dukovski und dem Künstlerkollektiv monochrom). Im November 2007 startete dort auch die Aufführungsreihe Die Besten aus dem Osten für die freie Theatergruppen, aus jeweils einem anderen östlichen Nachbarland, eingeladen wurden.
Schottenberg initiierte eine Porträtserie seiner Direktionsvorgänger, die im Weißen Salon im Pausenfoyer aufgehängt ist. Den Anfang machten Gustav Manker (porträtiert von Johannes Grützke) und Leon Epp (porträtiert von Peter Sengl), 2011 folgten Walter Bruno Iltz und Günther Haenel (porträtiert von Heidi Baratta und Reinhard Trinkler). Zudem erweiterte er im Oktober 2012 die Schauspielergalerie mit einem Porträt Heinz Petters’ (anlässlich dessen 80. Geburtstages) von Reinhard Trinkler.
Schottenberg ließ als Signal für seine Art von darstellender Kunst auf die Kuppel des Wiener Volkstheaters einen weithin sichtbaren fünfzackigen roten Stern installieren. Nach seiner Ablösung wurde der rote Stern abmontiert.

### Anna Badora (2015–2020)
Michael Schottenberg gab Ende August 2013 bekannt, seinen im Sommer 2015 endenden Vertrag nicht verlängern zu wollen. Am 27. November 2013 wurde von der Volkstheater-Privatstiftung bekannt gegeben, dass Anna Badora, damals geschäftsführende Intendantin des Schauspielhauses Graz, von der Spielzeit 2015 /2016 an als neue künstlerische Direktorin die Nachfolge von Michael Schottenberg antreten werde.
Anna Badora kündigte im Mai 2015 an, dass von dem 22-köpfigen Ensemble nur vier Schauspielende am Haus bleiben sollen. Am 5. September 2015 eröffnete sie ihre erste Spielzeit am Haus mit einer Inszenierung von Fasching nach dem gleichnamigen Roman von Gerhard Fritsch. Die Bühnenfassung stammte von ihr und Chefdramaturg Roland Koberg.
Mit dem Volx/Margareten (dem ehemaligen Hundsturm) führte das Volkstheater unter Anna Badora ein zweites, ständig bespieltes Haus. Dort wie am Haupthaus wollte Anna Badora verwirklichen, was sie gleich zu Beginn ihrer Direktionszeit angekündigt hatte: Einen Blick werfen „von außen nach innen, aber auch von innen nach außen: Österreich In and Out“. Da in den Jahren 2016 und 2017 die Zuschauerauslastung des Volkstheaters nur bei 57 % beziehungsweise 56 % lag, stand Badora jedoch in der Kritik. Im Juni 2018 wurde bekannt, dass sie ihren Vertrag als künstlerische Direktorin des Volkstheaters über den August 2020 hinaus nicht verlängern werde.

### Kay Voges (seit 2020)

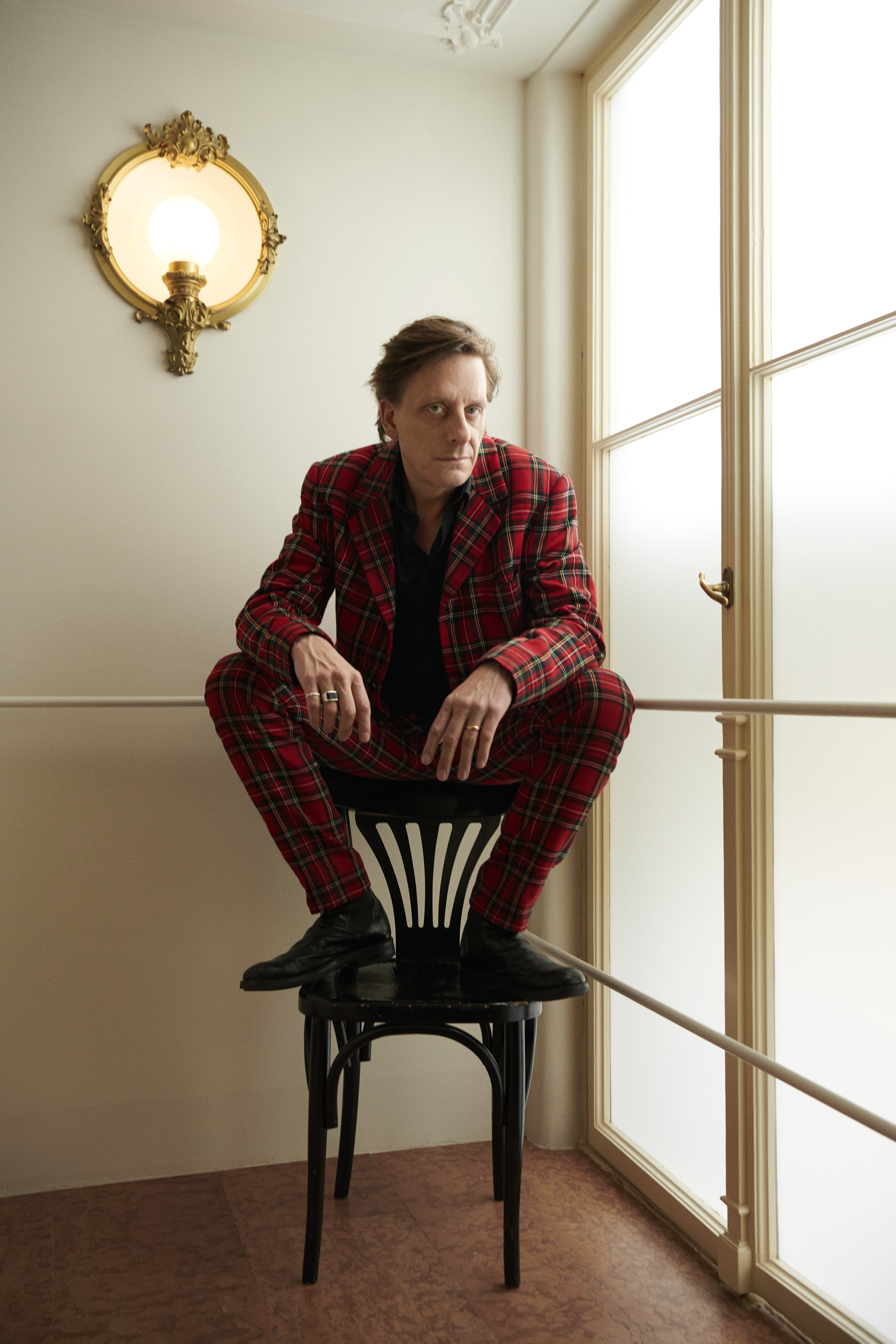
Kay Voges (2021)

Am 7. Juni 2019 wurde der Intendant des Schauspiels Dortmund, Kay Voges, von Wiens Kulturstadträtin Veronica Kaup-Hasler als Direktor des Volkstheaters ab 2020/2021 vorgestellt. Die ersten Premieren sollten im Jänner 2021 stattfinden. Seit anderthalb Jahren lief die Generalsanierung, das Haus war geschlossen, dazu kam die Corona-Pandemie, die eine Eröffnung zusätzlich erschwerte.
Dennoch konnte Voges seine erste Wiener Spielzeit vorstellen: mit großen Namen wie Susanne Kennedy, Jonathan Meese oder Florentina Holzinger, aber auch mit Lücken, Unsicherheiten und mehreren coronabedingten Ausfällen hochkarätiger Gastspiele.
„Wir müssen flexibel sein in der Zukunft. Und da geht es ja den Kulturschaffenden nicht anders als allen anderen Menschen. Ob das Mütter sind, die nicht wissen, ob ihre Kinder in die Schule kommen am nächsten Tag, oder Restaurantbesitzer. Also wir fahren alle auf Sicht“, so Voges. Das Wiener Volkstheater möchte er als ein Haus für alle Bürgerinnen und Bürger aufstellen. Voges, der das Theater Dortmund zu einem der führenden „Theaterlabore“ Deutschlands entwickelt hatte, orientiert sich stark am Digitalen. Aus seiner Dortmunder Zeit bringt er einige Mitarbeiter mit nach Wien. Das 20-köpfige Ensemble besteht aus einigen Übernahmen der ehemaligen Intendanz unter Badora, aus Dortmund und aus neu gecasteten Schauspielern. Voges will auch an die lange Tradition des Volkstheaters anknüpfen, das als Gegenentwurf zum kaiserlichen Burgtheater entstand und an dem schon immer „waghalsige Projekte“ realisiert worden seien.
Im Februar 2022 wurde das Volkstheater mit Claudia Bauers Inszenierung von „humanistää!“ mit Texten von Ernst Jandl erstmals seit 1970 zum Berliner Theatertreffen eingeladen. Zudem wurde die Koproduktion „All Right. Good Night“. von Helgard Haug (Rimini Protokoll) zum Theatertreffen eingeladen.
Ab der Spielzeit 2025/2026 wird Voges der Leiter des Schauspiel Köln. Im Februar 2024 wurde bekanntgegeben, dass ihm Jan Philipp Gloger als künstlerischer Leiter des Volkstheaters nachfolgen soll.

## Ur- und Erstaufführungen (Auswahl)
- Die Anfangsjahre (1889–1918)
  - Der G’wissenswurm, Ludwig Anzengruber (UA) 1889
  - Josephine, Hermann Bahr (UA) 1897
  - Der Star, Hermann Bahr (ÖEA) 1898
  - Die Wildente, Henrik Ibsen (ÖEA) 1891
  - Rosmersholm, Henrik Ibsen (ÖEA) 1893
  - Peer Gynt, Henrik Ibsen (DEA) 1902
  - König Kandaules, André Gide (ÖEA) 1906
  - Komtesse Mizzi oder Der Familientag, Arthur Schnitzler (UA) 5. Januar 1909
  - Anatol, Arthur Schnitzler (zeitgleich am Lessingtheater Berlin) (UA) 3. Dezember 1910
  - Glaube und Heimat, Karl Schönherr (UA) 1910
  - Die Trenkwalder, Karl Schönherr (UA), 1913
  - Armut, Anton Wildgans (UA) 1915
  - Volk in Not, Karl Schönherr (UA) 1916
- Direktionen Alfred Bernau (1918–1924) und Rudolf Beer (1924–1932)
  - Reigen, Arthur Schnitzler – Kammerspiele (ÖEA) 1. Februar 1921
  - Die Opferung, Hans Kaltneker (UA) 22. März 1922
  - Im Spiel der Sommerlüfte, Arthur Schnitzler (UA) 1929
  - Anatols Größenwahn, Halb zwei, Eine überspannte Person, Die Mörderin, Die Gleitenden, Arthur Schnitzler (UA) 29. März 1923
- Direktion Walter Bruno Iltz (1938–1944)
  - Liebe ist zollfrei, Fritz Gottwald (UA) 1939
  - Frackkomödie, Fritz Schwiefert/Peter Kreuder (UA) 13. Mai 1939
  - Nächtliche Einkehr, Franz Hauptmann (UA) 19. Juni 1939
  - Baron Trenck der Pandur, Otto-Emmerich Groh (ÖEA) 16. Oktober 1940
  - Suezkanal, Hans Rehberg (ÖEA) 8. November 1940
  - Kühe am Bach, Stefan Kamare (ÖEA) 21. März 1941
  - Der Gigant, Richard Billinger (ÖEA) 25. April 1941
  - Die Königin Isabella, Hans Rehberg (ÖEA) 21. Oktober 1941
  - Die Jungfern vom Bischofsberg, Gerhart Hauptmann (ÖEA) 19. November 1942
  - Samurai, Mirko Jelusich (UA) 20. Dezember 1942
  - Herdfeuer, Vojmil Rabadan (nach dem Roman von Mile Budak) (DEA) 11. März 1943
  - Fluglegende, Johann Karl Ander (UA) 24. April 1943
  - Der Kapellmeister seiner Durchlaucht, Kurt von Lessen (UA) 30. Juni 1944
- Direktion Günther Haenel (1945–1948)
  - Heroische Komödie, Ferdinand Bruckner, Regie: Gustav Manker (ÖEA) 12. September 1946
  - Antigone, Jean Anouilh, Regie: Günther Haenel (ÖEA) 20. September 1946
  - Der Himmel wartet, Paul Osborn, Regie: Walter Firner (ÖEA) 3. November 1946
  - Das Kuckucksei, Irma und Walter Firner, Regie: Walter Firner (DEA) 9. Oktober 1947
- Direktion Paul Barnay (1948–1952)
  - Der Gangster (The gentle people), Irwin Shaw, Regie: Gustav Manker (DEA) 10. März 1950
  - Die Gerechten, Albert Camus, Regie: Gustav Manker (ÖEA) 22. März 1951
  - Der große Gast, Hans Weigel, Regie: Josef Glücksmann (UA) 29. April 1951
  - Der Schelm von Limburg, Raimund Berger, Regie: Joseph Glücksmann (UA) 30. April 1952
- Direktion Leon Epp (1952–1968)
  -  Der Prozess, André Gide/Jean-Louis Barrault (nach Franz Kafka), Regie: Leon Epp (ÖEA) 26. September 1952
  - Der Belagerungszustand, Albert Camus, Regie: Gustav Manker (ÖEA) 31. März 1953
  - Ein Dorf ohne Männer, Ödön von Horváth, Regie: Gustav Manker (ÖEA) 11. September 1954
  - Feuerwasser, Ulrich Becher, Regie: Heinz Hilpert (ÖEA) 1954
  - Der Eismann kommt, Eugene O’Neill, Regie: Gustav Manker (ÖEA) 29. März 1955
  - Johannisnacht, James Matthew Barrie, Regie: Günther Haenel (ÖEA) 29. April 1955
  - Ulla Winblad oder Musik und Leben des Carl Michael Bellmann, Carl Zuckmayer, Regie: Leon Epp (ÖEA) 5. Juni 1955
  - Der Regenmacher, Aiden Nash, Regie: Günther Haenel (ÖEA) 16. Dezember 1955
  - Das Bild des Menschen, P. Lotar (ÖEA) 1955
  - Camino Real, Tennessee Williams, Regie: Gustav Manker (ÖEA) 27. Januar 1956
  - Die Favoritin, Otto-Emmerich Groh, Regie: Gustav Manker (UA) 5. Mai 1956
  - Requiem für eine Nonne, William Faulkner, Regie: Günther Haenel (ÖEA) 3. Juni 1956
  - Das Lied der Stummen, Günther Buxbaum, Regie: Günther Haenel (UA) 31. August 1956
  -  Der Besuch der alten Dame, Friedrich Dürrenmatt, Regie: Leon Epp (ÖEA) 8. September 1956
  - Die chinesische Mauer, Max Frisch, Regie: Gustav Manker (ÖEA) 28. September 1956
  - Sommertagstraum, J. B. Priestley, Regie: Leon Epp (DEA) 1957
  - Jenseits vom Paradies, Herbert Asmodi (ÖEA) 1957
  - Die Grasharfe, Truman Capote, Regie: Heinrich Schnitzler (ÖEA) 1957
  - Blick zurück im Zorn, John Osborne, Regie: Gustav Manker (ÖEA) 30. August 1958
  - Das Spiel ist aus, Jean-Paul Sartre, Regie: Gustav Manker (ÖEA) 30. Oktober 1959
  - Blanka von Kastilien, Franz Grillparzer, Regie: Gustav Manker (UA) 26. September 1958
  - Sodom und Gomorrha, Jean Giraudoux, Regie: Günther Haenel (ÖEA) 1958
  - Die Teilnahme, L. Squarzina, Regie: Leon Epp (UA) 1958
  - Georg Forster, Josef Luitpold, Regie: Leon Epp (UA) 30. Januar 1959
  - Donauballade, Richard Billinger, Regie: Leon Epp (UA) 1959
  - Verbannte, James Joyce (ÖEA) 1959
  - Der Sommer der 17. Puppe, Ray Lawler, Regie: Wolfgang Liebeneiner (ÖEA) 1959
  - Der Doktor und der Teufel, Dylan Thomas, Regie: Leon Epp (ÖEA) 25. März 1960
  - Die Zwillingsbrüder (Leben nach dem Tode) , Joachim Maass, Regie: Gustav Manker (UA) 11. September 1960
  - Jenseits vom Horizont, Eugene O’Neill (ÖEA) 1960
  - Mörder ohne Bezahlung, Eugène Ionesco, Regie: Leon Epp (ÖEA) 1960
  - Orpheus steigt herab, Tennessee Williams, Regie: R. Michal (ÖEA) 1960
  - Die Eingeschlossenen, Jean-Paul Sartre, Regie: Leon Epp (ÖEA) 1960
  - Der Balkon, Jean Genet, Regie: Leon Epp (ÖEA) 1961
  - Der Idiot, Fedor M. Dostojewski (Walter Lieblein), Regie: Leon Epp (UA) 1961
  - Die Heuschrecken, Ezio d’Errico, Regie: Kraft-Alexander (ÖEA) 1961
  - Ein verdienter Staatsmann, T. S. Eliot, Regie: Leon Epp (ÖEA) 1961
  - Andorra, Max Frisch, Regie: Leon Epp (ÖEA) 1962
  - Frank der Fünfte, Friedrich Dürrenmatt, Regie: Leon Epp (ÖEA) 1962
  - Mademoiselle Moliere, Jean Anouilh, Regie: Michael Kehlmann (ÖEA) 1962
  - Das Nest, J. A. Boeck (ÖEA) 1962
  - Eiche und Angora, Martin Walser, Regie: Leon Epp (ÖEA) 29. März 1963
  -  Wände überall, Jean Genet, Regie: Leon Epp (ÖEA) 1963
  - Das Zeichen an der Wand, Franz Theodor Csokor, Regie: Leon Epp (UA) 1963
  -  Der Stellvertreter, Rolf Hochhuth, Regie: Leon Epp (ÖEA) 1964
  - Sommer und Rauch, Tennessee Williams, Regie: Leon Epp (ÖEA) 1964
  - Zoo oder Der menschenfreundliche Mörder, VercorsRegie: Gustav Manker (DEA) 22. Januar 1965
  - Die Hinrichtung, Helmut Qualtinger/Carl Merz, Regie: Gustav Manker (UA) 20. Februar 1965
  - Die Heilige Johanna der Schlachthöfe, Bertolt Brecht (ÖEA) Regie: Gustav Manker 22. Oktober 1965
  -  In der Sache J. Robert Oppenheimer, Heinar Kipphardt, Regie: Leon Epp (ÖEA) 1965
  - Das Gartenfest, Václav Havel, Regie: Georg Lhotzky (ÖEA) 1965
  - Joel Brand, Heinar Kipphardt, Regie: Leon Epp (ÖEA) 20. Februar 1966
  - Das Fehlurteil, Helmut Schwarz, Regie: Leon Epp (UA) 1966
  - Die Berliner Antigone, Rolf Hochhuth, Regie: Leon Epp (UA) 1966
  - Hunger und Durst, Eugène Ionesco, Regie: G. O. Leutner (ÖEA) 1966
  - Helm, Hans-Günther Michelsen, Regie: Leon Epp (ÖEA) 1966
  - Ein Duft voll Blumen, James Saunders, Regie: Leon Epp (ÖEA) 1966
  - Die Teufel, John Whiting, Regie: Gert Omar Leutner (ÖEA) 1. April 1967
  - Die Troerinnen des Euripides, Jean-Paul Sartre, Regie: Gustav Manker (ÖEA) 19. Mai 1967
  - Der Drache, Jewgenij Schwarz, Regie: Leon Epp (ÖEA) 1967
  - Abel, wo ist dein Bruder?, Julius Edlis, Regie: Gustav Manker (ÖEA) 19. Januar 1968
  - Raskolnikoff, Fedor M. Dostojewski (Walter Lieblein) Regie: Gustav Manker (UA) 31. Mai 1969
- Direktion Gustav Manker (1969–1979)
  - Change, Wolfgang Bauer, Regie: Bernd Fischerauer (UA) 26. September 1969
  - Das Finanzamt, Alexander Lernet-Holenia, Regie: Gustav Manker (UA) 28. September 1969
  - Die fünfte Kolonne, Ernest Hemingway, Regie: Rudolf Kautek, DEA 24. Oktober 1969
  - Margarete in Aix, Peter Hacks, Regie: Gustav Manker (ÖEA) 20. Dezember 1969
  - Davor, Günter Grass, Regie: Erich Margo (ÖEA) 23. Januar 1970
  - Hamlet 1603 William Shakespeare, Regie: Gustav Manker (ÖEA) 20. Februar 1970
  - Ein Freund der Wahrheit, William Witcherly, Regie: Rudolf Kautek (ÖEA) 1970
  - Ein Tag im Sterben von Joe Egg, Peter Nichols, Regie: Loek Huisman (ÖEA) 4. April 1970
  - Ein Patriot für mich – Der Fall Redl, John Osborne, Regie: Rudolf Kautek (ÖEA) 25. April 1970
  - Zugvögel, Peter Yeldham, Regie: Hans Rüdgers (ÖEA) 1970
  - Wintermärchen, Manfred Vogel (nach Shakespeare), Regie: Rudolf Kautek (UA) 1970
  - Was der Butler sah, Joe Orton, Regie: Erich Margo (ÖEA) 1970
  - Guerillas, Rolf Hochhuth, Regie: Gustav Manker (ÖEA) 12. Dezember 1970
  - Rozznjogd, Peter Turrini, Regie: Bernd Fischerauer (UA) 27. Januar 1971
  - Sprintorgasmik, Wilhelm Pevny, Regie: Götz Fritsch (DEA) 27. Januar 1971
  - Haushalt oder die Sandhasen, Herwig Seeböck, Regie: Bernd Fischerauer (UA) 1971
  - Planung ist alles, Jacques Deval, Regie: Rudolf Kautek (DEA) 1971
  - Mummenschanz, Leo Birinski (Jiri Vrba, Stephan Stroux – Rückübersetzung aus dem Tschechischen), Regie: Rudolf Kautek (EA) 5. September 1971
  - Silvester oder Das Massaker im Hotel Sacher, Wolfgang Bauer, Regie: Bernd Fischerauer (UA) 24. September 1971
  - Zug der Schatten Arthur Schnitzler, Regie: Gustav Manker (UA) 19. Dezember 1971
  - Martin Luther & Thomas Münzer oder Die Einführung der Buchhaltung, Dieter Forte, Regie: Vaclav Hudecek (ÖEA) 18. Februar 1972
  - Die Transaktion, Alexander Lernet-Holenia/Paul Frank, Regie: Gustav Manker (UA) 21972
  - Agnes und Johanna, György Sebestyén, Regie: Gustav Manker (UA) 1972
  - Die Hebamme Rolf Hochhuth, Regie: Gustav Manker (ÖEA) 28. Oktober 1972
  - Timon von Athen, Manfred Vogel (nach Shakespeare), Regie: Spyros A. Evangelatos (UA) 1972
  - Die Gräfin von Rathenow, Hartmut Lange, Regie: Bernd Fischerauer (ÖEA) 1973
  - Hölderlin Peter Weiss, Regie: Rudolf Kautek (ÖEA) 25. März 1973
  - Sendestörung, Károly Szakonyi, Regie: Erich Margo (DEA) 1973
  - Alter schützt vor Torheit nicht, Paul Osborn, Regie: Karl Schuster (ÖEA) 1973
  - Wir zwei, Michael Frayn, Regie: Oskar Willner (ÖEA) 1973
  - Ich betone, daß ich nicht das geringste an der Regierung auszusetzen habe Harald Sommer, Regie: Harald Sommer (UA) 28. September 1973
  - De Waber (Die Weber), Gerhart Hauptmann, Regie: Harald Benesch (UA der Originalfassung) 1973
- Direktion Gustav Manker (1969–1979) (Fortsetzung)
  - Agnes Pollinger Ödön von Horváth (Traugott Krischke), Regie: Vaclav Hudecek (UA) 9. November 1973
  - Jagdszenen aus Niederbayern Martin Sperr, Regie: Rudolf Kautek (ÖEA) 5. Januar 1974
  - Jesus von Ottakring Helmut Korherr/Wilhelm Pellert; Regie: Rudolf Kautek (UA) 25. Januar 1974
  - Lysistrate, Rolf Hochhuth, Regie: Peter Lotschak (UA) 1974
  - Die Glückskonserve, Oskar Zemme, Regie: Peter M. Preissler (ÖEA) 1974
  - Armer Mörder, Pavel Kohout, Regie: Edwin Zbonek (ÖEA) 1974
  - Die Wilden, Christopher Hampton, Regie: Georg Remoundos (ÖEA) 1974
  - Welch gigantischer Schwindel Eugène Ionesco; Regie: Karlheinz Stroux (ÖEA) 8. November 1974
  - Ein Hof voll Sonne, Christopher Fry, Regie: Rudolf Kautek (ÖEA) 1975
  - Zwei zu Roß und einer auf dem Esel, Oldrich Danék, Regie: Spyros A. Evangelatos (ÖEA) 1975
  - Das Mandat, Nikolai Robertowitsch Erdman, Regie: Peter M. Preissler (ÖEA) 1975
  - Roulette, Pavel Kohout, Regie: Fritz Zecha (ÖEA) 1975
  - Der Kommandant, Borislav Mihajlovic, Regie: Erich Margo (DEA) 1975
  - Die Wirtin Peter Turrini& Carlo Goldoni; Regie: Rudolf Jusits (ÖEA) 7. November 1975
  - Der Rattenfänger, Carl Zuckmayer; Regie: Vaclav Hudecek (ÖEA) 20. Dezember 1975
  - Wahnsinnig glücklich, Helmut Zenker; Regie: Rudolf Jusits (ÖEA) 23. Januar 1976
  - Onkelchens Traum, Herbert Lederer (nach Dostojewskij), Regie: Vaclav Hudecek (UA) 1976
  - Francois, der Henker wartet, Helmut Schwarz, Regie: Edwin Zbonek (UA) 1976
  - Was haben vom Leben, Walter Wippersberg, Regie: Peter Gruber (UA) 1976
  - Radetzkymarsch, Dramatisierung nach Joseph Roth, Regie: Erich Margo (UA) 1976
  - Der starke Stamm, Marieluise Fleißer, Regie: Rudolf Jusits (ÖEA) 1976
  - Himmel und Hölle, John Mortimer, Regie: Peter Gruber (DEA) 1976
  - Leda, Miroslav Krleža; Regie: Fritz Zecha (DEA) 23. April 1977
  - Der Stamm Marieluise Fleißer; Regie: Rudolf Jusits (ÖEA) 5. Dezember 1976
  - Tote Seelen, Vaclav Hudecek/Jiri Lexa (nach Nikolai Gogol), Regie: Vaclav Hudecek (UA) 1977
  - Die Freiheit der Stadt, Brian Friel, Regie: Jürgen Wilke (ÖEA) 1977
  - Leda, Miroslav Krleža; Regie: Fritz Zecha (DEA) 23. April 1977
  - Im Schatten des Turmes, Harald Hauser, Regie: Erich Margo (UA) 1977
  - Das Karli, Friedrich Kühnelt, Regie: Oskar Willner (UA) 1977
  - Die Frist, Friedrich Dürrenmatt, Regie: Erich Margo (ÖEA) 1977
  - Die Wanze, Wladimir Wladimirowitsch Majakowski; Regie: Gustav Manker (ÖEA) 27. Oktober 1978
  - Vergewaltigt am Abend, Winfried Bruckner, Regie: Peter Hey (UA) 1978
  - Die Wiesenbraut, Ödön von Horváth (Traugott Krischke); Regie: Traugott Krischke (UA) 21. April 1978
  - Amerika, Pavel Kohout/ Ivan Klíma (nach Franz Kafka), Regie: Bernd Palma (ÖEA) 1978
- Direktion Paul Blaha (1979–1987)
  - Die Bürger Peter Turrini 27. Januar 1982
- Direktion Emmy Werner (1988–2005)
  - Weiningers Nacht (Wiener Fassung), Joshua Sobol, Regie: Paulus Manker (UA) 13. November 1989
  - Tausend Rosen, Gustav Ernst (DEA) 14. Dezember 1990
  - Offene Gruben, offene Fenster – Ein Fall von Ersprechen, Werner Schwab (UA) 18. Juni 1992
  - Der zerbrochene Krug, H. C. Artmann, Regie: Fritz Zecha (UA) 15. September 1992
  - Opus 111, Gert Jonke, Regie: Stephan Bruckmeier (UA) 28. Februar 1993
  - Späte Gegend, Lida Winiewicz (UA) 22. November 1993
  - Anstandslos, Barbara Frischmuth (UA) 23. November 1994
  - Sonnenstich, Wolfgang Palka (UA) 9. März 1995
  - Gegenwart der Erinnerung, Gert Jonke, Regie: Emmy Werner (UA) 21. Mai 1995
  - Nur eine Scheibe Brot, Rainer Werner Fassbinder (UA) 12. August 1995
  - Bloody Nathan, Joshua Sobol, Regie: Jens Schmiedl (UA) 14. Mai 1996
  - Schopenhauer, Egyd Gstättner, Regie: Michael Wallner (UA) 18. Juni 1996
  - Vom Qualtinger, Dramolette, teilweise (UA) 17. November 1996
  - Zu keiner Stunde, Ilse Aichinger (UA) 1. Dezember 1996
  - Das Geschenk der Gorgo, Peter Shaffer, Regie: Zeno Stanek (DEA) 19. Jänner 1997
  - Ergo, Jakov Lind, Regie: Rudolf Jusits (DEA) 17. April 1997
  - In der Löwengrube, Felix Mitterer, Regie: Rudolf Jusits (UA) 24. Jänner 1998
  - Insektarium, Gert Jonke (UA) 13. Juni 1999
  - Das Blut, Sergi Belbel (DEA) 4. Juni 2000
  - Wittgensteins Neffe, Thomas Bernhard, Patrick Guinand (DEA) 29. März 2001
  - Mayerling. Die österreichische Tragödie, Franzobel (UA) 10. Juni 2001
  - Die Glut, Sándor Márai (UA) 27. Juni 2001
  - Lulu, Gustav Ernst (UA) 5. April 2003
  - Mozarts Vision, Franzobel (UA) 12. November 2003
  - Bohrende Fragen, Dramolette, Antonio Fian (UA) 15. Februar 2004
  - der schweissfuss, Konrad Bayer, Gerhard Rühm (UA) 7. November 2004
  - Floridsdorf, August, Erwin Riess (UA) 2. Mai 2005
  - draußen tobt die dunkelziffer, Kathrin Röggla (UA) 8. Juni 2005
- Direktion Michael Schottenberg (2005–2015)
  - Spiegelgrund, Christoph Klimke (UA) 4. September 2005
  - Die Ehe der Maria Braun, nach der Vorlage von Rainer Werner Fassbinder (ÖEA) 19. Februar 2006
  - Am Strand der weiten Welt, Simon Stephens (ÖEA) 22. April 2007
  - Eine heikle Sache, die Seele, Dimitré Dinev (UA) 4. Mai 2008
  - Im Zeichen der Kunst – The Pitmen Painters, Lee Hall (DEA) 30. April 2009
  - Alles über meine Mutter, Samuel Adamson, Regie: Antoine Uitdehaag (DEA) 11. September 2009
  - Purple Rose of Cairo, Woody Allen, Regie: Gil Mehmert (UA) 11. Dezember 2009
  - Das letzte Feuer, Dea Loher, Regie: Georg Schmiedleitner (ÖEA) 2. Mai 2010
  - Hiob, in der Fassung von Koen Tachelet, nach dem Roman von Joseph Roth, Regie: Michael Sturminger (ÖEA) 28. Mai 2010
  - Baby Doll, Tennessee Williams, Regie: Niels-Peter Rudolph (DEA) 10. September 2010
  - Supergute Tage, nach dem Roman von Mark Haddon, Regie: Matthias Kaschig, 13. Juni 2014
- Direktion Anna Badora (2015–2020)
  - Fasching, nach Gerhard Fritsch, Bühnenfassung von Anna Badora und Roland Koberg, Regie: Anna Badora (ÖEA) 5. September 2015
  - Der Marienthaler Dachs, Ulf Schmidt, Regie: Volker Lösch (UA) 25. September 2015
  - Ihre Version des Spiels, Yasmina Reza, Regie: Sebastian Kreyer (ÖEA) 2. Oktober 2015
  - God Waits at the Station, Maya Arad, Regie: Hannan Ishay (DEA) 10. Oktober 2015
  - Alte Meister, nach Thomas Bernhard, Bühnenfassung von Dušan David Pařízek, Regie: Dušan David Pařízek (UA) 18. Oktober 2015
  - Das Wechselbälgchen, nach Christine Lavant, Bühnenfassung von Maja Haderlap, Regie: Nikolaus Habjan (UA) 4. Dezember 2015
  - Lost and Found, Yael Ronen und Ensemble, Regie: Yael Ronen (UA) 18. Dezember 2015
  - Isabelle H. (geopfert wird immer), Thomas Köck, Regie: Felix Hafner (ÖEA) 12. März 2016
  - Wir Hunde / Us Dogs, SIGNA, Regie: Signa und Arthur Köstler (UA) 14. Mai 2016
  - Das Narrenschiff, nach Katherine Anne Porter, Bühnenfassung von Dušan David Pařízek, Regie: Dušan David Pařízek (UA) 9. September 2016
  - Mittelschichtblues, David Lindsay-Abaire, Regie: Ingo Berk (DEA) 30. September 2016
  - Hose Fahrrad Frau, Stefan Wipplinger, Regie: Holle Münster (Prinzip Gonzo) (UA) 14. Oktober 2016
  - Alles Walzer, alles brennt. Eine Untergangsrevue, Christine Eder, Regie: Christine Eder (UA) 16. Oktober 2016
  - Das Mädchen mit den Schwefelhölzchen, nach Hans Christian Andersen, Regie: Salome Schneebeli (UA) 10. November 2016
  - Mugshots, Thomas Glavinic, Regie: Thomas Glavinic (UA) 16. Dezember 2016
  - Hangmen (Die Henker), Martin McDonagh, Regie Lukas Holzhausen (ÖEA) 25. Jänner 2017
  - Superheldinnen, Barbi Marković, Regie: Bérénice Hebenstreit (UA) 4. Februar 2017
  - Klein Zaches – Operation Zinnover, Péter Kárpáti, Regie: Viktor Bodó (UA der Fassung) 12. Februar 2017
  - Nanjing. The Future von Gornaya, Regie Simon Dworaczek (UA) 11. März 2017
  - Watschenmann, nach dem Roman von Karin Peschka, Regie Bérénice Hebenstreit (UA), 31. Jänner 2019
- Direktion Kay Voges (2020–dato)
  - Die Politiker, Wolfram Lotz, Regie: Kay Voges (ÖEA) 03. September 2021
  - Quadrat II, Samuel Beckett, Film und Rauminstallation, (ÖEA) 3. September 2021
  - Oh Darling Darling, Don’t be such a Baby, Regie: Marius Schötz (UA) 9. September 2021
  - Erniedrigte und Beleidigte, Fjodor M. Dostojewski 15. September 2021
  - Heldenplätze, Calle Fuhr, Regie: Calle Fuhr 17. September (UA)
  - Drei Schwestern, Anton Tschechow, Regie: Susanne Kennedy 22. September
  - Einsame Menschen, Gerhart Hauptmann, Regie: Ensemble, Jan Friedrich, Kay Voges 29. September
  - Zertretung Lydia Haider, Regie: Kay Voges 14. Oktober 2021 (UA)
  - I am (VR) Susanne Kennedy, 15. September
  - Encore, Calle Fuhr 21. Oktober (UA)
  - Oktoberfest Phantom, Philip Gröning 29. Oktober 2021
  - Sechs Tanzstunden in Sechs Wochen, Richard Alfiere, Regie: Doris Weiner 30. Oktober 2021
  - Heldenplätze, Calle Fuhr, Regie: Calle Fuhr 17. November 2021 (UA)
  - Kampf-L.O.L.I.T.A.(Evolution ist Chef), Jonathan Meese, Regie: Jonathan Meese 4. November 2021(UA)
  - Der Fall Julia K., Institut für Medien, Politik und Theater, Regie: Felix Hafner (UA) 19. November 2021
  - Ach, Sisi – Neunundneunzig Szenen, Rainald Grebe, Ensemble, Regie: Rainald Grebe (UA) 12. Jänner 2022
  - humanistää! Ernst Jandl, Regie: Claudia Bauer 15. Jänner (UA) 2022
  - Der Termin, Katharina Volckmer, Regie: Laura N. Junghanns 27. Jänner (UA) 2022
  - Musketiere, Calle Fuhr, Regie: Calle Fuhr (UA) 18. Februar 2022
  - Universal Robots, Kooperation mit der Musik und Kunst Privatuniversität der Stadt Wien, Regie: Jo Fabian (UA) 19. Februar 2022
  - Karoline und Kasimir – Noli Me Tangere, Ödön von Horváth, Regie: Nature Theater of Oklahoma (UA) 25. Februar 2022
  - Münchhausen, Armin Petras, Claudio Gatzke, 1. März 2022
  - Zertretung – 2. Sprache essen Abgott auf oder Du arme Drecksfutt Metzger, Lydia Haider, Regie: Claudia Bossard (UA) 10. März 2022
  - Humane Methods, Fronte Vacuo, Regie: Marco Donnarumma (UA)
  - Der Klang der Offenbarung des Göttlichen, Ragnar Kjartansson 17. März 2022
  - All Right. Good Night, Helgard HaugRimini Protokoll, Regie: Helgard Haug 30. März 2022
  - Ich bin Carmen ھستم من کارمن und das ist kein Liebeslied, Georges Bizet, Regie: Paul-Georg Dittrich (UA) April 2022
  - Apokalypse Miau – eine Weltuntergangskomödie, Kristof Magnusson (Mitarbeit: Gunnar Klack), Regie: Kay Voges (UA) Dezember 2022

## Auszeichnungen

### Berliner Theatertreffen
Das Volkstheater erhielt bisher drei Einladungen zum Berliner Theatertreffen: Wolfgang Bauer (CHANGE, 1970), Claudia Bauer (humanistää!, 2022) und Helgard Haug / Rimini Protokoll (All Right. Good Night, 2022).

### Nestroy
Das Volkstheater erhielt bisher 22 Auszeichnungen des Nestroy-Theaterpreises: Birgit Doll (Wer hat Angst vor Virginia Woolf?, 2000), Michael Schottenberg (Der Talisman, 2002), Anna Franziska Srna (Woyzeck, 2002), Xaver Hutter (Amerika, 2004), Erni Mangold (Prinzessinnendramen, 2005), Nuran David Çalış (Die Räuber, 2006), Katharina Straßer (Der nackte Wahnsinn & Liebelei, 2007), Thomas Schulte-Michels (Herr Puntila und sein Knecht Matti, 2011), Maria Bill (Die Dreigroschenoper, 2012), Miloš Lolić (Magic Afternoon, 2012), Till Firit (Anna Karenina, 2013), Hans Kudlich (Woyzeck, 2014), Yael Ronen und Ensemble (Lost and Found, 2016), Rainer Galke (Alte Meister, 2016), SIGNA (Wir Hunde/Us Dogs, 2016), Birgit Stöger (Der Menschenfeind, Kasimir und Karoline, 2017), Felix Hafner (Der Menschenfeind, 2017), Peter Fasching (Die Zehn Gebote, 2018), Samouil Stoyanov (humanistää!, Bester Schauspieler, 2022), Claudia Bauer (humanistää!, Beste Regie), humanistää! (Beste Aufführung im Deutschsprachigen Raum, 2022), Elias Eilinghoff (Karoline & Kasimir, Beste Darstellung einer Nebenrolle, 2022).
2007 erhielt die Doyenne des Hauses, Hilde Sochor, den Nestroy für ihr Lebenswerk.
2001, 2002 und 2005 war das Volkstheater auch Veranstaltungsort der Nestroy-Gala.
| Nestroy-Theaterpreis | 2000 | 2001 | 2002 | 2003 | 2004 | 2005 | 2006 | 2007 | 2008 | 2009 | 2010 | 2011 | 2012 | 2013 | 2014 | 2015 | 2016 | 2017 | 2018 |
| Nominierungen/Preise | 4/1  | 0/0  | 3/2  | 2/0  | 1/1  | 1/1  | 1/1  | 2/1  | 1/0  | 1/0  | 1/0  | 4/1  | 4/2  | 2/1  | 4/1  | 2/0  | 5/3  | 7/2  | 3/1  |

### Kainz-Medaille
Folgende Künstler des Volkstheaters wurden mit der Kainz-Medaille ausgezeichnet:
- Günther Haenel – „Sonnenfinsternis“ (Rubaschow, 1958)
- Kurt Horwitz – „Der Misanthrop“ (Regie, 1959)
- Leon Epp – „Der Idiot“, „Frank der Fünfte“ und „Andorra“ (Regie, 1962)
- Dorothea Neff – „Mutter Courage und ihre Kinder“ (Mutter Courage) und „Musik“ (Frau Oberst Hühnerwadel) (1963)
- Gustav Manker – Shakespeare „Troilus und Cressida“ und Ferdinand Bruckner „Die Verbrecher“ (Regie, 1964)
- Helmut Qualtinger – „Geschichten aus dem Wiener Wald“ (Zauberkönig, 1969)
- Vaclav Hudecek (Regie, 1971)
- Herbert Propst (1972)
- Maxi Tschunko (Kostüm, 1972)
- Michael Heltau – „Das Konzert“ (Dr. Jura, 1973)
- Georg Schmid – Bühnenbild (1973)
- Kitty Speiser (1976)
- Hortense Raky (1979)
- Wolfgang Böck (Förderungspreis, 1987)
- Cornelia Lippert (Förderungspreis u. a. für „Kinder des Teufels“, 1989/90)
- Piet Drescher (Regie, Förderungspreis für „Krankheit oder Moderne Frauen“, 1989/90)
- Thomas Evertz (Förderungspreis für „El Salvador“, 1989/90)
- Birgit Doll („Libussa“, 1990/91)
- Babett Arens (Förderungspreis für „Maria Stuart“, 1992/93)
- Michael Wallner (Regie, Förderungspreis für „Krieg“, 1992/93)
- Peter Schulz (Bühnenbild für „Zur schönen Aussicht“, 1994/95)
- Andrea Eckert („Meisterklasse“, 1996/97)
- Franziska Stavjanik (Förderungspreis für „Der einsame Weg“, 1996/97)
- John Lloyd Davies (Bühnenbild, Förderungspreis für „Popcorn“, 1997/98)
- Stephanie Mohr (Regie, Förderungspreis für „Messer in Hennen“, 1999)

### Karl-Skraup-Preis
Der Karl-Skraup-Preis wurde vom Volkstheater in Kooperation mit der Bank für Arbeit und Wirtschaft und Österreichische Postsparkasse AG (BAWAG) von 1967 bis 2010 jährlich verliehen. Er wurde in Erinnerung an den großen Wiener Volksschauspieler Karl Skraup, der am Volkstheater tätig war, gestiftet. Der Preis wurde jährlich von einer unabhängigen Jury in vier Kategorien – bester Schauspieler, Regisseur, Bühnenbildner, Nachwuchsdarsteller – vergeben. 2011 wurde er zum Dorothea-Neff-Preis umgewidmet.

### Dorothea-Neff-Preis
Der Dorothea-Neff-Preis ist ein Theaterpreis des Volkstheaters Wien, gestiftet von der Bank für Arbeit und Wirtschaft und Österreichische Postsparkasse AG (BAWAG). Er wird seit 2011 – nach der Umwidmung des Karl-Skraup-Preises – in vier Kategorien (Beste Regieleistung, Beste schauspielerische Leistung, Beste schauspielerische Nachwuchsleistung, Publikumsliebling) verliehen. Außerdem wird seitdem zugleich der Preis Mitten im Leben der BAWAG P.S.K. für herausragendes humanitäres Engagement vergeben.
Der Preis ist benannt nach der Schauspielerin Dorothea Neff (1903–1986).

## Ehrenmitglieder
- Heinz Petters
- Hilde Sochor
- Emmy Werner
- Rainer Moritz
- Doris Weiner[62]